# 2020年のメジャーリーグベースボール
2020年のメジャーリーグベースボール（2020ねんのメジャーリーグベースボール）では2020年のメジャーリーグベースボール（MLB）の出来事における動向をまとめる。
2019年のメジャーリーグベースボール - 2020年のメジャーリーグベースボール - 2021年のメジャーリーグベースボール

## できごと

### 1月
- 2日
  - シカゴ・ホワイトソックスはMLBデビュー前のルイス・ロバートと6年総額5000万ドルの契約に合意[1]。
  - ニューヨーク・ヤンキースのドミンゴ・ヘルマンがDV規定違反により81試合出場停止処分（その内18試合が前年に適用済み）[2]。
- 3日
  - ワシントン・ナショナルズはヒューストン・アストロズからFAのウィル・ハリスと3年2400万ドルの契約に合意[3]。
  - ワシントン・ナショナルズはマイアミ・マーリンズからFAのスターリン・カストロと2年1200万ドルの契約に合意[4]。
- 6日
  - シンシナティ・レッズは、埼玉西武ライオンズからFAの秋山翔吾と3年2100万ドルで契約したことを発表。レッズ初の日本人選手となる[5]。
- 9日
  - セントルイス・カージナルスのホセ・マルティネス、ランディ・アロサレーナと、タンパベイ・レイズのマシュー・リベラトーレ、エドガルド・ロドリゲス (Edgardo Rodriguez)のトレードが成立[6]。
  - 前年までカンザスシティ・ロイヤルズのオーナーを務めたデビッド・グラス（英語版）が死去[7]。
- 10日
  - ミネソタ・ツインズはミゲル・サノーと3年3000万ドルで契約延長[8]。
- 13日
  - MLBはヒューストン・アストロズのサイン盗み問題についての調査結果を公表。ロブ・マンフレッドコミッショナーは、電子機器を用いて捕手のサインを盗んだアストロズに対して罰金500万ドル及び2020年及び2021年のMLBドラフト会議に於ける1巡目・2巡目指名権を剥奪すると共に、ジェフ・ルーノウ球団ゼネラルマネージャーとアンドリュー・ジェイ・ ヒンチ監督に対して2020年シーズンの1年間職務停止処分を下した。これを受けたアストロズのジム・クレイン（英語版）オーナーはルーノウとヒンチの両名を解任する措置を執った[9][10]。
- 14日
  - ボストン・レッドソックスは、ヒューストン・アストロズのサイン盗み問題に関連して、2017年にアストロズのコーチを務め、サイン盗みに主導的役割を担っていた疑惑が持ち上がったアレックス・コーラ監督を解任したことを発表[11][12]。
  - ミネソタ・ツインズはアトランタ・ブレーブスからFAのジョシュ・ドナルドソンと4年総額9200万ドルの契約に合意[13]。
  - アトランタ・ブレーブスの本拠地「サントラスト・パーク」の名称が「トゥルーイスト・パーク」に変更、サントラスト・バンク（英語版）がトゥルーイスト・ファイナンシャル（英語版）の銀行「BB&T」と合併するため[14]。
  - ワシントン・ナショナルズ傘下所属のファウスト・セグラ (Fausto Segura)が母国のドミニカ共和国で交通事故により逝去[15]。
- 16日
  - ニューヨーク・メッツはヒューストン・アストロズのサイン盗み問題に関与していたとし、新監督として就任していたカルロス・ベルトランの解任を発表[16]。
- 17日
  - コロラド・ロッキーズ傘下所属のジャスティン・ローレンスが薬物規定違反により80試合出場停止処分（クロロデヒドロメチルテストステロン（英語版））[17]。
- 21日
  - アトランタ・ブレーブスはセントルイス・カージナルスからFAのマーセル・オズナと1年1800万ドルの契約に合意[18]。
- 22日
  - ニューヨーク・メッツは新監督として昨年コーチを務めたルイス・ロハスが就任したことを発表[19]。
- 27日
  - シンシナティ・レッズはシカゴ・カブスからFAのニック・カステヤノスと4年6400万ドルの契約に合意[20]。
- 30日
  - オークランド・アスレチックスは、社会人野球チームバイタルネットに所属していた冨岡聖平とマイナー契約したことを発表[21]。
  - コロラド・ロッキーズはロサンゼルス・エンゼルスから自由契約のピーター・ボージャスとスカウトとして契約[22]。

### 2月
- 6日
  - ロサンゼルス・ドジャースはマックス・マンシーと3年2600万ドルで契約延長に合意[23]。
- 7日
  - トロント・ブルージェイズのリース・マグワイアが逮捕[24]。
- 10日
  - ボストン・レッドソックスのムーキー・ベッツとデビッド・プライスがロサンゼルス・ドジャースにトレード移籍、ドジャースの前田健太がミネソタ・ツインズにトレード移籍など、一時は破談となっていた三角トレードが形を変えて成立[25]。
- 12日 - MLB機構は2020年施行のルール変更内容を公式発表。主な変更は以下のとおり[26]。

1. 3バッターミニマム（原則、投手は少なくとも3人の打者と対戦するか、イニング終了するまで交代できない）
2. ロースター規定の諸変更（アクティブ・ロースター1枠拡大、9月1日以降の拡大枠縮小、二刀流選手の定義、ほか）
3. 負傷者リスト入り、またはマイナー降格した投手の最短復帰期間延長（10日→15日）
4. チャレンジ申請時間の短縮（30秒→20秒）

- 19日
  - ピッツバーグ・パイレーツのパブロ・レイエスが薬物規定違反（ボルデノン）により80試合出場停止処分[27]。
- 21日
  - デトロイト・タイガースからFAのビクター・アルカンタラが薬物規定違反（スタノゾロール）により80試合出場停止処分[28]。

### 3月
- 6日
  - ミルウォーキー・ブルワーズはクリスチャン・イエリッチと球団史上最高額となる9年総額2億1500万ドルで契約延長（従来の最高額はライアン・ブラウンの1億500万ドル）[29]。
  - シカゴ・ホワイトソックスはヨアン・モンカダと球団史上2番目となる5年7000万ドルで契約延長（ヤズマニ・グランダルの7300万ドルに次ぐ）[30]。
- 12日
  - MLBは新型コロナウイルスの感染拡大問題を受け、オープン戦の中止と、公式戦開幕の最低2週間の延期を発表[31]。
- 27日
  - MLBと選手会は5月中旬以降の開幕案に合意した[32]。主な合意事項は次の通り。
    1. 今後の日程開幕が遅れた場合のレギュラーシーズン、ポストシーズンの先送り。ダブルヘッダー採用や無観客試合、PSの寒冷地を避けた中立地開催。
    2. FAや年俸調停の資格に必要な登録日数は今季中止になった場合も昨季と同じ登録日数を受けられる。
    3. 40人枠入り選手全員の2か月分に相当する1億7000万ドルを2段階で支払われる。
    4. ドラフト会議は当初報じられていた「中止」は回避され、7月に開催する。指名数は昨年まで各球団40人だったが、今季は5巡目まで、来季は20巡目。
    5. 登板数や投球回数による出来高契約は短縮された割合で調整を加えられる。

### 4月
- 22日
  - MLBは2018年のレッドソックスのサイン盗み疑惑についての調査結果を発表し、映像を不正に利用したサイン盗みが部分的に行われていたと断定した。これに伴い、ビデオリプレイシステムのオペレーターであるJ・T・ワトキンスには1年間の職務停止処分が科され、レッドソックスは今年のドラフトにおける2巡目の指名権を剥奪された。また、前監督のアレックス・コーラにも1年間の職務停止処分が科された。これは2017年のアストロズの不正なサイン盗みにベンチコーチとして関わっていたことに対する処分である[33]。なお、レッドソックスはサイン盗みに関する処分が発表されるまで暫定監督となっていたロン・レニキーが正式監督に就任[34]。

### 5月
- 1日
  - クリーブランド・インディアンスのエマヌエル・クラセが薬物規定違反（ボルデノン）により80試合出場停止処分[35]。

### 6月
- 6月10日～11日
  - 2020年のMLBドラフトが開催され、例年より大幅縮小の5巡目指名までで終了。デトロイト・タイガースが全体1位でスペンサー・トーケルソン（アリゾナ州立大学）を指名した[36]。
- 23日
  - MLBは2020年公式戦を7月23日、または24日に開幕する予定であると正式に発表した[37][38][39][40]。2020年の主な特別ルール・変更点は次の通り。
    1. レギュラーシーズンは各チーム60試合を行う。東西への移動を減らすため、同リーグ同地区内で計40試合、他リーグ同地区内（インターリーグ）で計20試合対戦する。
    2. ナショナル・リーグでは、安全対策の一環として、史上初の指名打者（DH）制を導入。
    3. 各チームは、従来のアクティブ・ロースターや40人枠リストに加え、プレーヤー・プール (Player Pool, 最大60人) と呼ばれる資格選手リストを提出する。また「タクシー・スクワッド」(Taxi Squad) ルールを新設。アクティブ・ロースターはシーズン最初の15日間が30人、シーズン28日目までが28人、それ以降は26人となり、9月のロースター枠拡大は行われない。2020年から施行予定だった選手区分規定（野手の登板制限、投手の人数制限）は来期以降に延期。
    4. 負傷者リスト (IL) について、60日間ILは45日間ILへ、15日間ILは10日間ILへ短縮する。また日数を定めない「COVID-19関連IL (COVID-19 Related Injured List) 」を新設する（後述）。
    5. トレード期限日は7月31日から8月31日に変更。選手がポストシーズン出場資格を得るためには原則、9月15日（例年は8月31日）の時点で当該チームの40人枠に登録されている必要がある。
    6. ポストシーズンは例年同様、地区優勝3チームおよびワイルドカード2チームの各リーグ5チームが進出。一発勝負のワイルドカードゲーム、3勝先取の地区シリーズ、4勝先取のリーグ優勝決定シリーズを経て、4勝先取のワールドシリーズが行われるとされたが、その後7月23日に大幅変更された。
    7. 長時間の延長戦を避けるため、マイナーリーグと同じ延長タイブレーク制を採用（延長10回以降は常に無死二塁からイニングを開始する。この走者が生還しても投手の自責点にはならない）。レギュラーシーズンのみ採用され、ポストシーズンは対象外。
    8. スリーバッターミニマム（ワンポイント登板禁止）は予定通りに導入。試合成立前に悪天候で中止となった場合は、サスペンデッド・ゲームとして別日に続きとして行われる。

  - 新型コロナウイルス対策
    1. キャンプ、レギュラーシーズン、ポストシーズンの期間中、選手、コーチ、スタッフは1日おきに新型コロナウイルスのPCR検査を受け、1か月に1回は抗体検査が行われる。
    2. フィールド内外でソーシャルディスタンスを取ることが求められ、試合に出場していない選手やその他のスタッフは6フィート（約1.8メートル）以上の距離をとる。プレーしていない選手やコーチ、スタッフは常にマスクの着用が義務付けられる。
    3. ハイタッチやグータッチ、ハグなどの祝福は禁止。唾吐き、タバコやヒマワリの種を噛んだり食べることも禁止される。ガムのみ許可される。
    4. 複数の選手が触れたボールはすぐに交換される。
    5. インプレー以外の時は試合中であっても他選手と距離を取る。
    6. 試合前後やイニング間に相手選手と親しく交流したり6フィート以内に近づいたりしない。
    7. 審判や相手チームに対して抗議を行うときは6フィート以内に近づかない。守らなければ退場と罰金などの処分が科される。
    8. 乱闘は厳しく禁止。
    9. 投手はマウンド上で指をなめてはならない。代わりに各自が専用のぬれ布をポケットに入れ、指を湿らせることは認められる。
    10. 新型コロナウイルス感染者専用の負傷者リスト (COVID-19 Related Injured List) が設けられる。陽性反応を示した選手や感染が疑われる選手はこのリストに登録され、2度陰性になるまで復帰できない。
    11. 本拠地で感染が拡大した場合、MLB機構は健康と判然を考慮してレギュラーシーズンとポストシーズンの開催地を変更し、中立地で開催する権利を持つ。
- 19日
  - ミネソタ・ツインズは本拠地ターゲット・フィールドの外に設置しているクラーク・グリフィスの銅像を撤去（生前のオーナー時代に人種差別発言があったため）[41]。
- 28日
  - ピッツバーグ・パイレーツのエドガー・サンタナが薬物規定違反（スタノゾロール）により80試合出場停止処分[42]。
- 30日
  - 新型コロナウイルス感染拡大の影響により、米マイナーリーグの今季開催中止が決定。MLBがMiLBに、今季メジャー球団傘下選手をマイナー球団に派遣しないと通知。マイナーリーグが1901年に設立されて以来、120年目で初めての出来事となった[43]。

### 7月
- 14日
  - この日に予定されていた2020年のMLBオールスターゲームが開幕延期に伴い、75年ぶり史上2度目の中止[44]。
- 22日
  - ロサンゼルス・ドジャースはムーキー・ベッツと史上2番目に高額な12年総額3億6500万ドルで契約延長（マイク・トラウトの4億2650万ドルに次ぐ）[45]。
- 23日
  - MLB公式戦開幕。ヤンキース対ナショナルズ、ジャイアンツ対ドジャースの2試合が先行開催[46]。
  - サンフランシスコ・ジャイアンツのアリッサ・ナッケンが史上初となる女性コーチ（臨時コーチを除く）として公式戦に出場[47]。
  - 開幕までにデビッド・プライス(ドジャース)、マイク・リーク(ダイヤモンドバックス)、バスター・ポージー(ジャイアンツ)、イアン・デズモンド(ロッキーズ)らが新型コロナウイルス感染予防を理由に全試合欠場を表明[48]。
  - MLB機構は当初の予定を変更し、2020年のポストシーズンは計16チームが参加すると発表した（例年は10チーム）。各地区のレギュラーシーズン2位までの6チーム、ワイルドカード2チームの各リーグ8チームがポストシーズンに進出。2勝先取のワイルドカードゲーム（NBAのようにリーグ勝率1位と8位、2位と7位、3位と6位、4位と5位が対戦）、3勝先取の地区シリーズ、4勝先取のリーグ優勝決定シリーズを経て、4勝先取のワールドシリーズが行われる[49]。
- 24日
  - クリーブランド・インディアンスはチーム名変更の過渡期であることから都市名の「クリーブランド」のみが入っているビジター用ユニフォームのみを使用することを発表[50]。
  - トロント・ブルージェイズは本拠地であるロジャーズ・センターの代替地としてアメリカ合衆国ニューヨーク州バッファローに本拠地を置くブルージェイズ傘下AAAチームバッファロー・バイソンズの本拠地セーレン・フィールドを使用することを発表した。なお、メジャー基準の設備を満たすよう整備するため、当分の間ホームゲームは相手本拠地で行う[51][52]。
  - ニューヨーク・メッツのルイス・ロハス監督が史上5組目となる親子でのMLB監督として出場[53]。
  - シンシナティ・レッズの秋山翔吾が公式戦初出場し、日本人が全30球団で出場したことになった[54]。
  - シカゴ・カブスの開幕投手のカイル・ヘンドリックスはミルウォーキー・ブルワーズ戦で完封勝利を記録、MLBではクレイトン・カーショウ以来7年ぶり[55]。
  - テキサス・レンジャーズの新本拠地のグローブライフ・フィールドで公式戦が初開催、新球場はMLBで3年ぶり（アトランタのサントラスト・パーク以来）[56]。
- 27日
  - マイアミ・マーリンズ内で選手8人、コーチ2人など、少なくとも球団関係者14名の新型コロナウイルス集団感染が発生し、すでにマーリンズとの試合を終えたフィリーズの検査待ちを含め、マーリンズ対オリオールズ、フィリーズ対ヤンキースの2試合が中止[57][58]。
- 29日
  - ロサンゼルス・エンゼルスのジャスティン・アップトンがシアトル・マリナーズ戦で史上147人目となる通算300本塁打を達成[59]。
  - ロサンゼルス・ドジャースのジョー・ケリーが28日のアストロズ戦で危険投球により8試合の出場停止処分。デーブ・ロバーツ監督は1試合の出場停止処分[60][61]。
  - マイアミ・マーリンズのチーム内で新型コロナウイルスの感染が拡大していることを受け、MLBは試合の日程を変更し、マーリンズは同29日に本拠地でオリオールズ、同30～31日に敵地でオリオールズ、8月1～3日に本拠地でナショナルズと対戦する予定だったが、すべての試合が延期。これに伴い、他球団の試合日程も変更された[62]。
- 30日
  - リーグと選手会は8月1日以降に行われるダブルヘッダーのゲームは7イニング制で行うことで合意した。ダブルヘッダーの試合では延長タイブレーク制は8回から導入される[63]。

### 8月
- 2日
  - デトロイト・タイガースのタイラー・アレクサンダーはシンシナティ・レッズ戦で史上9人目となる9者連続奪三振を記録。救援投手としてはメジャー新記録。また、4イニング未満で奪三振10以上を記録したのは史上2人目（救援投手では初）[64]。
- 3日
  - セントルイス・カージナルスは選手7人とスタッフ6人の13人が新型コロナウイルスの検査で陽性反応を示したと発表。予定されていたデトロイト・タイガースとの4連戦が中止[65][66]。
- 4日
  - ハリケーン・イザイアス（英語版）の影響で、ヤンキース対フィリーズの試合が延期。代替日として翌5日にフィラデルフィアでダブルヘッダー（7イニング制）を行うことになった[67]。
- 5日
  - ニューヨーク・メッツのビリー・ハミルトンがワシントン・ナショナルズ戦で史上163人目となる通算300盗塁を達成[68]。
  - ニューヨーク・メッツのリック・ポーセロがワシントン・ナショナルズ戦で史上263人目となる通算150勝を達成[69]。
  - マイアミ・マーリンズのエディ・アルバレスがジム・ソープ以来史上2人目となる野球以外でのオリンピックメダリストとしてMLBの試合に出場[70]。
  - シアトル・マリナーズのカイル・シーガーがロサンゼルス・エンゼルス戦で球団史上4人目となる通算200本塁打を達成（ケン・グリフィー・ジュニア、エドガー・マルティネス、ジェイ・ビューナーに次ぐ）[71]。
- 6日
  - MLBは2020年の特別ルールを一部変更し、2020年シーズン終了までアクティブ・ロースターに最大28人の選手を登録可能にすると発表した。また、タクシー・スクワッドも3人から最大5人に増やした[72]。

- 9日
  - テキサス・レンジャーズのランス・リンがロサンゼルス・エンゼルス戦で史上620人目となる通算100勝を達成[73]。
- 10日
  - アトランタ・ブレーブスのニック・マーケイキスがフィラデルフィア・フィリーズ戦で史上64人目となる通算500二塁打を達成[74]。
- 11日
  - MLBは10日のオークランド・アスレチックス戦で乱闘が発生するきっかけを作ったとして、ヒューストン・アストロズのアレックス・シントロン打撃コーチに20試合の出場停止処分を科した。コーチには異議申し立ての権利がなく、出場停止は直ちに行われる[75]。
- 12日
  - ミネソタ・ツインズの前田健太がミルウォーキー・ブルワーズ戦で日本人8人目となる通算50勝を達成[76]。
- 13日
  - ロサンゼルス・ドジャースのムーキー・ベッツはサンディエゴ・パドレス戦で歴代最多タイで史上3人目となる6回目の1試合3本塁打を達成（ジョニー・マイズ、サミー・ソーサ以来）[77]。
- 16日
  - シカゴ・ホワイトソックスが対セントルイス・カージナルス戦で史上初のキューバ出身選手による3者連続本塁打を含む、史上10度目・球団では12年ぶりの4者連続本塁打を記録[78]。
  - アリゾナ・ダイヤモンドバックスのロビー・レイがサンディエゴ・パドレス戦で通算1000奪三振を達成、810投球回はビリー・ワグナーの757.2に次いで2番目に少なく、先発投手としてはダルビッシュ有の812を上回って歴代最小[79]。
- 21日
  - サンフランシスコ・ジャイアンツのエバン・ロンゴリアがアリゾナ・ダイヤモンドバックス戦で史上148人目となる通算300本塁打を達成[80]。
  - ボストン・レッドソックスのブランドン・ワークマン、ヒース・ヘンブリーと、フィラデルフィア・フィリーズのニック・ピベッタ、コナー・シーボルド（英語版）をトレード[81]。
- 23日
  - シカゴ・ホワイトソックスのホセ・アブレイユが2試合を通して4打席連続本塁打を記録、史上43人目[82]。
- 25日
  - マイアミ・マーリンズのジョン・バーティがニューヨーク・メッツ戦で史上46人目（54度目）となる1イニング3盗塁を記録[83]。
  - シカゴ・ホワイトソックスのルーカス・ジオリトがピッツバーグ・パイレーツ戦でノーヒットノーランを達成。史上241人目、304度目[84]。
- 26日
  - ウィスコンシン州でのジェイコブ・ブレークへの銃撃事件を受け、ミルウォーキー・ブルワーズは対戦相手のシンシナティ・レッズと共に共同声明を出し、試合を行わないことを発表。28人のアクティブロースターに8人のアフリカ系アメリカ人選手を擁するシアトル・マリナーズも、ペトコ・パークで行われる予定だったサンディエゴ・パドレス戦のボイコットを決定。また、ロサンゼルス・ドジャースとサンフランシスコ・ジャイアンツも一連のボイコットに賛同し、この日予定されていた3試合が延期となった[85]。
  - フィラデルフィア・フィリーズのジョー・ジラルディ監督がワシントン・ナショナルズ戦で史上65人目となる通算1000勝を達成[86]。
- 27日
  - 前日と同様に7試合が延期となった[87]。シティ・フィールドで開催予定であったマイアミ・マーリンズ対ニューヨーク・メッツ戦では、両軍の選手・コーチがグラウンドに出て、ジャッキー・ロビンソンの背番号にちなみ42秒間の黙祷を捧げたあと全員がクラブハウスへ引きあげ、ホームプレートにブラック・ライヴズ・マターとプリントされたTシャツが置かれた[88]。
- 28日
  - 新型コロナウイルス感染拡大の影響で行われなかった例年では4月15日に行われる「ジャッキー・ロビンソン・デー」をロビンソンと周囲の反対を押し切って契約したドジャースのブランチ・リッキー会長の2人が出会った1945年8月28日に因んで実施[89]。
- 29日
  - サンディエゴ・パドレスはエドワード・オリバレスと後日発表選手とのトレードで、カンザスシティ・ロイヤルズからトレバー・ローゼンタールを獲得[90]。
- 30日
  - アトランタ・ブレーブスのマーク・マランソンがフィラデルフィア・フィリーズ戦で史上52人目となる通算200セーブを達成[91]。
  - シカゴ・カブスがシンシナティ・レッズ戦で、史上初となる先発外野手全員が2本塁打を記録（イアン・ハップ、ジェイソン・ヘイワード、カイル・シュワーバー）[92]。
  - サンディエゴ・パドレスはハドソン・ポッツ、ジェイソン・ロサリオとのトレードで、ボストン・レッドソックスからミッチ・モアランドを獲得[93]。
  - コロラド・ロッキーズはタイラー・ネビン、テリン・バブラ、後日発表選手とのトレードで、ボルチモア・オリオールズからマイカル・ギブンズを獲得[94]。
  - サンディエゴ・パドレスはジェラルド・レイエスとのトレードで、ロサンゼルス・エンゼルスからジェイソン・カストロを獲得[95]。
  - サンディエゴ・パドレスのテイラー・トランメル、アンドレス・ムニョス、タイ・フランス、ルイス・トレンズと、シアトル・マリナーズのオースティン・ノラ、ダン・アルタビラ、オースティン・アダムスをトレード[96]。
- 31日
  - ニューヨーク・ヤンキースのミゲル・ヤフーレがメジャー全体で未使用番号であった背番号「89」をつけて初登板を果たしたことにより、メジャーリーグでは「0」から「99」までの全ての背番号がレギュラーシーズンの試合で使用されたことになった[97]。
  - サンディエゴ・パドレスはカル・クアントリル、ジョシュ・ネイラー、オースティン・ヘッジス、ガブリエル・アリアス、オーウェン・ミラー、ジョーイ・カンティーヨ（英語版）とのトレードで、クリーブランド・インディアンスからマイク・クレビンジャーを獲得[98]。
  - オークランド・アスレチックスは後日発表選手2人とのトレードで、テキサス・レンジャーズからマイク・マイナーを獲得[99]。
  - トロント・ブルージェイズはトラビス・バーゲンとのトレードで、アリゾナ・ダイヤモンドバックスからロビー・レイを獲得[100]。
  - マイアミ・マーリンズはケイレブ・スミス、ウンベルト・メヒアとのトレードで、アリゾナ・ダイヤモンドバックスからスターリング・マルテを獲得[101]。
  - トロント・ブルージェイズは後日発表選手とのトレードで、マイアミ・マーリンズからジョナサン・ビヤーを獲得[102]。
  - シカゴ・カブスは後日発表選手とのトレードで、アリゾナ・ダイヤモンドバックスからアンドリュー・チェイフィンを[103]、後日発表選手とのトレードで、ボストン・レッドソックスからジョシュ・オーシックを[104]、ザック・ショートとのトレードで、デトロイト・タイガースからキャメロン・メイビンをそれぞれ獲得[105]。
  - コロラド・ロッキーズは後日発表選手とインターナショナル・ボーナス・プール（海外選手契約金枠）とのトレードで、ボストン・レッドソックスからケビン・ピラーを獲得[106]。
  - シンシナティ・レッズはパッキー・ノートン、ホセ・サルバドールとのトレードで、ロサンゼルス・エンゼルスからブライアン・グッドウィンを[107]、ジョシュ・バンミター、スチュアート・フェアチャイルドとのトレードでアリゾナ・ダイヤモンドバックスからアーチー・ブラッドリーをそれぞれ獲得[108]。

### 9月
- 1日
  - アトランタ・ブレーブスのマーセル・オズナとサンフランシスコ・ジャイアンツのアレックス・ディッカーソンが1試合3本塁打を記録。一方、セントルイス・カージナルスのブラッド・ミラーは2本塁打を含む4安打7打点を記録。同じ日に異なる3人の選手が1試合2本塁打以上かつ6打点以上を記録するのはメジャーリーグ史上初の出来事となった[109]。また、ディッカーソンは史上15人目となる1試合5長打を達成。二塁打2本＆本塁打3本はメジャー史上3人目。さらに1四球はメジャー史上初[110]。
- 2日
  - シカゴ・カブスのダルビッシュ有が自身初・日本人投手4人目の月間MVPに選出[111][112]。
- 3日
  - ロサンゼルス・ドジャースのクレイトン・カーショウが歴代3位の32歳168日で通算2500奪三振を達成[113]。
- 5日
  - ロサンゼルス・エンゼルスのマイク・トラウトがヒューストン・アストロズ戦で、史上149人目で球団新記録となる通算300本塁打を達成（従来の球団記録はティム・サーモン）[114]。
- 9日
  - アトランタ・ブレーブスが対マイアミ・マーリンズ戦で、1900年以降のナ・リーグ新記録となる29得点で勝利。この試合でアダム・デュバルが3本塁打を含む4打数3安打9打点5得点2四球を記録。2ラン、3ラン、グランドスラムの順に1試合3本塁打を放つのはメジャー史上初[115]。
- 11日
  - タンパベイ・レイズのケビン・キャッシュ監督はボストン・レッドソックス戦で史上初となる先発全員左打者（スイッチヒッターを含まない）のオーダーを発表[116]し、9人の打者を途中交代させることなく11得点で勝利[117]。
  - アトランタ・ブレーブスのマーク・マランソンがワシントン・ナショナルズ戦で史上231人目となる通算600試合登板を達成[118]。
- 13日
  - シカゴ・カブスのアレク・ミルズがミルウォーキー・ブルワーズ戦でノーヒットノーランを達成。メジャー史上242人目、305度目[119]。
  - アトランタ・ブレーブスのダレン・オデイがワシントン・ナショナルズ戦で史上232人目となる通算600試合登板を達成[120]。
- 14日
  - ニューヨーク・メッツは実業家のスティーブ・コーエンによる球団買収が合意に達したと発表。売却額は24億ドル（約2500億円）。北米プロスポーツチーム史上最高額[121]。
- 15日
  - MLBはポストシーズンの日程・会場を発表[122]。
    1. ワイルドカードシリーズは3戦制で各リーグシード順1位対8位、2位対7位、3位対6位、4位対5位の対戦。シード順上位チームの本拠地にてア・リーグは9月29日から、ナ・リーグは9月30日から。
    2. ディビジョンシリーズは5戦制でア・リーグは10月5日から1位対8位の勝者と4位対5位の勝者がペトコ・パークで対戦し、2位対7位の勝者と3位対6位の勝者がドジャー・スタジアムで対戦。ナ・リーグは10月6日から1位対8位の勝者と4位対5位の勝者がグローブライフ・フィールドで対戦し、2位対7位の勝者と3位対6位の勝者がミニッツメイド・パークで対戦。
    3. リーグチャンピオンシップシリーズは7戦制でア・リーグは10月11日からペトコ・パーク、ナ・リーグは10月12日からグローブライフ・フィールドで対戦。
    4. ワールドシリーズは7戦制で10月20日からグローブライフ・フィールドで行われる。
    5. ワールドシリーズを除く各シリーズは休養日無しの連戦で行われる。
- 16日
  - ニューヨーク・ヤンキースのゲリット・コールがトロント・ブルージェイズ戦で史上621人目となる通算100勝を達成[123]。
- 18日
  - シカゴ・ホワイトソックスのギャレット・クロシェがMLBで42年ぶりとなるマイナーリーグ経験なしかつドラフト指名年にMLBデビュー[124]。
- 19日
  - デトロイト・タイガースのロン・ガーデンハイアー監督が健康上の理由から監督を退任[125]。
- 21日
  - オークランド・アスレチックスが7年ぶり17回目のア・リーグ西地区優勝[126]。
- 22日
  - アトランタ・ブレーブスが3年連続20回目のナ・リーグ東地区優勝[127]。
  - ロサンゼルス・ドジャースが8年連続19回目のナ・リーグ西地区優勝[128]。
- 23日
  - ミネソタ・ツインズの前田健太が日米通算150勝（NPB：97勝 / MLB：53勝）[129]。
  - タンパベイ・レイズが10年ぶり3回目のア・リーグ東地区優勝[130]。
- 24日
  - セントルイス・カージナルスのヤディアー・モリーナが通算2000本安打達成。捕手史上12人目[131]。
- 26日
  - シカゴ・カブスが3年ぶり8回目のナ・リーグ中地区優勝[132]。
- 27日
  - 公式戦全日程終了[133]。
  - ミネソタ・ツインズが2年連続12回目のア・リーグ中地区優勝[134]。
  - シカゴ・カブスのダルビッシュ有が自身初・日本人投手初の最多勝を獲得[135]。
  - ニューヨーク・ヤンキースのDJ・ルメイユが史上初となる両リーグで首位打者を獲得[136]。
- 29日
  - ヒューストン・アストロズのダスティ・ベイカー監督が史上初となる異なる5球団でポストシーズンに出場[137]。
- 30日
  - ヒューストン・アストロズがミネソタ・ツインズにワイルドカードゲームで勝利し、ア・リーグ地区シリーズ進出。ミネソタ・ツインズはポストシーズン18連敗を記録。北米プロスポーツ史上ワースト最多記録[138]。
  - タンパベイ・レイズがトロント・ブルージェイズにワイルドカードゲームで勝利し、ア・リーグ地区シリーズ進出[139]。
  - ニューヨーク・ヤンキースがクリーブランド・インディアンスにワイルドカードゲームで勝利し、ア・リーグ地区シリーズ進出[140]。

### 10月
- 1日
  - オークランド・アスレチックスがシカゴ・ホワイトソックスにワイルドカードゲームで勝利し、ア・リーグ地区シリーズ進出[141]。
  - ロサンゼルス・ドジャースがミルウォーキー・ブルワーズにワイルドカードゲームで勝利し、ナ・リーグ地区シリーズ進出[142]。
  - マイアミ・マーリンズがシカゴ・カブスにワイルドカードゲームに勝利し、ナ・リーグ地区シリーズ進出[143]。
  - アトランタ・ブレーブスがシンシナティ・レッズにワイルドカードゲームで勝利し、ナ・リーグ地区シリーズ進出。また、レッズは得点を挙げられないまま敗退。プレーオフで1点も奪えないまま敗退するチームが出たのは、メジャー史上初（1試合決着の場合を除く）[144]。
- 2日
  - MLBはアメリカン・リーグとナショナル・リーグの最優秀選手（MVP）に与えられるトロフィーからケネソー・マウンテン・ランディス（初代コミッショナー）の名前を削除することを決定[145]。
- 7日
  - ニューヨーク・ヤンキースのジャンカルロ・スタントンがポストシーズン5試合連続ホームラン。メジャー史上4人目[146]。
- 8日
  - ヒューストン・アストロズがオークランド・アスレチックスに地区シリーズで勝利し、4年連続のリーグ優勝決定シリーズに進出[147]。
  - アトランタ・ブレーブスがマイアミ・マーリンズに地区シリーズで勝利し、19年ぶりのリーグ優勝決定シリーズに進出[148]。
  - ロサンゼルス・ドジャースがサンディエゴ・パドレスに地区シリーズで勝利し、2年ぶりのリーグ優勝決定シリーズに進出[149]。
- 9日
  - タンパベイ・レイズがニューヨーク・ヤンキースに地区シリーズで勝利し、12年ぶりのリーグ優勝決定シリーズに進出[150]。
- 12日
  - シカゴ・ホワイトソックスはリック・レンテリア監督の退任を発表[151]。
- 16日
  - 2019年7月に急逝したタイラー・スカッグスの死に関与したとして、元エンゼルス球団職員のエリック・ケイがテキサス州連邦当局から2つの容疑で起訴[152][153]。
- 17日
  - タンパベイ・レイズがヒューストン・アストロズにリーグ優勝決定シリーズで勝利し、12年ぶり2回目のリーグ優勝&ワールドシリーズ進出。筒香嘉智が所属しており、日本人選手でWSに進出するのは2018年前田健太以来2年ぶり、野手では2014年青木宣親以来6年ぶり、メジャー1年目では2007年松坂大輔、岡島秀樹以来13年ぶり、野手では2005年井口資仁以来15年ぶり3人目[154]。
  - サンディエゴ・パドレスのルイス・キャンプサーノが大麻所持で逮捕[155]。
- 18日
  - ロサンゼルス・ドジャースがアトランタ・ブレーブスにリーグ優勝決定シリーズで勝利し、2年ぶり24回目のリーグ優勝&ワールドシリーズ進出[156]。
- 20日
  - ワールドシリーズ開幕
  - ロサンゼルス・ドジャースのクレイトン・カーショウがポストシーズン200奪三振を達成。史上2人目[157]。
- 21日
  - タンパベイ・レイズがポストシーズン28本塁打。ポストシーズン本塁打新記録[158]。
- 24日
  - タンパベイ・レイズのランディ・アロサレーナがポストシーズン9本塁打。ポストシーズン新記録[159]。
- 25日
  - タンパベイ・レイズのランディ・アロサレーナがポストシーズン27安打。ポストシーズン最多安打記録[160]。
- 27日
  - ロサンゼルス・ドジャースがタンパベイ・レイズにワールドシリーズで勝利し、1988年以来32年ぶり7回目のワールドシリーズ優勝。シーズン最高勝率チームが世界一になったのは、ワイルドカードが導入された1995年以降7回目[161]。
  - ロサンゼルス・ドジャースのコーリー・シーガーがワールドシリーズMVPに選出。同じ年にWSとリーグ優勝決定シリーズ（LCS）の両方でMVPに選ばれたのは史上8人目[162]。
- 29日
  - シカゴ・ホワイトソックスの新監督にトニー・ラルーサが就任[163]。
- 30日
  - デトロイト・タイガースの新監督にA.J.ヒンチが就任[164]。

### 11月
- 6日
  - ボストン・レッドソックスの監督にアレックス・コーラが復帰[165]。
- 7日
  - トロント・ブルージェイズは同球団からFAのロビー・レイと1年800万ドルで再契約[166]。
- 9日
  - ミルウォーキー・ブルワーズのデビン・ウィリアムズが救援投手として初のセーブなしで新人王を獲得[167]。
  - シカゴ・ホワイトソックスの監督、トニー・ラルーサが2月に飲酒運転で逮捕されていたことが判明[168]。
- 10日
  - マイアミ・マーリンズのドン・マッティングリー監督が最優秀監督賞を受賞。現役時代の最優秀選手賞とのダブル受賞は史上5人目[169]。
- 11日
  - クオリファイングオファーの回答期限を迎え、マーカス・ストローマン(メッツ)とケビン・ゴーズマン(ジャイアンツ)が受諾して1年1890万ドルで再契約し、その他の4人が拒否[170]してFAとなった[171]。
- 13日
  - アトランタ・ブレーブスは新GMにキム・アングが就任。北米の男性プロスポーツ史上初の女性GM[172]。
- 16日
  - アトランタ・ブレーブスはサンフランシスコ・ジャイアンツからFAのドリュー・スマイリーと1年1100万ドルで契約合意[173]。
  - サンディエゴ・パドレスはマイアミ・マーリンズ傘下からマイナーFAの加藤豪将とマイナー契約[174]。
- 17日
  - サンディエゴ・パドレスはマイク・クレビンジャーと2年1150万ドルで契約延長[175]。
- 18日
  - ニューヨーク・メッツのロビンソン・カノから薬物検査で禁止薬物のスタノゾロールが検出され、1年間の出場停止処分。期間中は年俸の2400万ドルも支払われない[176]。
- 19日
  - サンディエゴ・パドレスはロン・ファウラー（英語版）代表が退任し、ピーター・サイドラーが新代表に就任したことを発表[177]。
  - シカゴ・カブスの本拠地リグレー・フィールドが米国家歴史登録財に指定[178]。
- 24日
  - アトランタ・ブレーブスはタンパベイ・レイズからFAのチャーリー・モートンと1年1500万ドルで契約合意[179]。
- 30日
  - MLBは今季限りでメジャー傘下から外れたマイナー5球団で、高校生のドラフト有望株が参加する「MLBドラフトリーグ」を創設することを発表。また、ルーキーリーグ8球団で構成される「パイオニア・リーグ」を、来年からMLBと提携する独立リーグ「パートナー・リーグ」に変更することも発表[180][181]。

### 12月
- 1日
  - カンザスシティ・ロイヤルズはオークランド・アスレチックスからFAのマイク・マイナーと2年1800万ドルで契約合意[182]。
  - ニューヨーク・メッツはミネソタ・ツインズからFAのトレバー・メイと2年1500万ドルで契約合意[183]。
- 2日
  - ロサンゼルス・ドジャースは後日発表選手または金銭とのトレードで、ミルウォーキー・ブルワーズからコーリー・クネイブルを獲得[184]。
- 3日
  - 元ヤンキース傘下A-級スタテンアイランド・ヤンキースが、11月に傘下契約を通告なく解除され、取り決めを一方的に反故にされたとしてニューヨーク・ヤンキースとMLBを提訴[185]。
- 4日
  - テキサス・レンジャーズの前GMジョン・ダニエルズの後任として新しくクリス・ヤングが就任し、ダニエルズは球団編成本部長に昇格[186]。
  - MLBと全30球団が新型コロナウイルス禍での無観客開催による数十億ドルの損失の補償を求め、10月に複数の大手保険会社を提訴し、集団訴訟を起こしていたことを公表[187][188]。
- 7日
  - ロサンゼルス・エンゼルスはノエ・ラミレスと後日発表選手とのトレードで、シンシナティ・レッズから金銭と共にライセル・イグレシアスを獲得[189]。
  - シカゴ・ホワイトソックスはデーン・ダニング、エイブリー・ウィームズとのトレードで、テキサス・レンジャーズからランス・リンを獲得[190]。
- 8日
  - カンザスシティ・ロイヤルズはクリーブランド・インディアンスからFAのカルロス・サンタナと2年1700万ドルで契約合意[191]。
- 10日
  - シカゴ・ホワイトソックスはワシントン・ナショナルズからFAのアダム・イートンと1年700万ドルで契約合意[192]。
- 14日
  - クリーブランド・インディアンスは1915年から105年間使用してきた現在の球団名を変更することを発表[193][194]。
- 15日
  - ニューヨーク・メッツはシカゴ・ホワイトソックスからFAのジェームズ・マッキャンと4年4000万ドルで契約合意[195]。
- 16日
  - MLBは「ニグロリーグ」の記録をMLBの公式記録として認定することを発表。1920年から1948年に行われた7つのリーグが対象で、約3400人を新たに大リーグ選手に認定する。これによりMLBの通算記録ランキングが変更される可能性がある[196][197]。
  - サンフランシスコ・ジャイアンツはシンシナティ・レッズからFAのアンソニー・デスクラファニーと1年600万ドルで契約合意[198]。
- 22日
  - ニューヨーク・メッツはノア・シンダーガードとの年俸調停を回避し、1年970万ドルで契約延長[199]。
  - フィラデルフィア・フィリーズの前GMマット・クレンタックの後任として新しくサム・ファルドが就任[200]。
- 24日
  - ワシントン・ナショナルズはウィル・クロウ、エディ・イェーンとのトレードで、ピッツバーグ・パイレーツからジョシュ・ベルを獲得[201]。
- 26日
  - テキサス・レンジャーズは北海道日本ハムファイターズからポスティングシステム（入札制度）によるメジャー移籍を目指していた有原航平と2年620万ドルで契約合意。オプションとして毎年5万ドルの出来高が付く。日本ハムには有原のポスティングフィー（譲渡金）として120万ドルが支払われる[202][203]。
- 28日
  - サンディエゴ・パドレスはザック・デイビーズ、レジナルド・プレシアード、イェイソン・サンタナ、オーエン・ケイシー、イスマエル・メナとのトレードで、シカゴ・カブスからダルビッシュ有とビクター・カラティーニを獲得[204]。
  - サンディエゴ・パドレスはルイス・パティーノ、フランシスコ・メヒア、ブレイク・ハント、コール・ウィルコックスとのトレードで、タンパベイ・レイズからブレイク・スネルを獲得[205]。
  - サンディエゴ・パドレスはKBOリーグ・キウム・ヒーローズの金河成（キム・ハソン）と4年2500万ドルの契約に合意[206]。
- 31日
  - ボストン・レッドソックスはマイナーリーグ傘下チームのコーチにビアンカ・スミスが就任することを発表。黒人女性がコーチに就任するのは球界史上初[207]。

## 試合結果

### レギュラーシーズン
短縮シーズンとなったため、プレーオフ進出チームが地区優勝3チーム＋ワイルドカード2チームの5チームから、各地区上位2チーム＋ワイルドカード2チームの8チームへと変更された。
| アメリカンリーグ | アメリカンリーグ                  | アメリカンリーグ | アメリカンリーグ | アメリカンリーグ | アメリカンリーグ |        |        |        |        |        |        |        |        |        |
| 順               | チーム                            | 勝利             | 敗戦             | 勝率             | G差              |        |        |        |        |        |        |        |        |        |
| 東地区           | 東地区                            | 東地区           | 東地区           | 東地区           | 東地区           | 東地区 | 東地区 | 東地区 | 東地区 | 東地区 | 東地区 | 東地区 | 東地区 | 東地区 |
| ---------------- | --------------------------------- | ---------------- | ---------------- | ---------------- | ---------------- | ------ | ------ | ------ | ------ | ------ | ------ | ------ | ------ | ------ |
| 1                | (1)タンパベイ・レイズ             | 40               | 20               | .667             | -                |        |        |        |        |        |        |        |        |        |
| 2                | (5)ニューヨーク・ヤンキース       | 33               | 27               | .550             | 7.0              |        |        |        |        |        |        |        |        |        |
| 3                | (8)トロント・ブルージェイズ       | 32               | 28               | .533             | 8.0              |        |        |        |        |        |        |        |        |        |
| 4                | ボルチモア・オリオールズ          | 25               | 35               | .417             | 15.0             |        |        |        |        |        |        |        |        |        |
| 5                | ボストン・レッドソックス          | 24               | 36               | .400             | 16.0             |        |        |        |        |        |        |        |        |        |
| 中地区           |                                   |                  |                  |                  |                  |        |        |        |        |        |        |        |        |        |
| 1                | (3)ミネソタ・ツインズ             | 36               | 24               | .600             | -                |        |        |        |        |        |        |        |        |        |
| 2                | (4)クリーブランド・インディアンス | 35               | 25               | .583             | 1.0              |        |        |        |        |        |        |        |        |        |
| 3                | (7)シカゴ・ホワイトソックス       | 35               | 25               | .583             | 1.0              |        |        |        |        |        |        |        |        |        |
| 4                | カンザスシティ・ロイヤルズ        | 26               | 34               | .433             | 10.0             |        |        |        |        |        |        |        |        |        |
| 5                | デトロイト・タイガース            | 23               | 35               | .397             | 12.0             |        |        |        |        |        |        |        |        |        |
| 西地区           |                                   |                  |                  |                  |                  |        |        |        |        |        |        |        |        |        |
| 1                | (2)オークランド・アスレチックス   | 36               | 24               | .600             | -                |        |        |        |        |        |        |        |        |        |
| 2                | (6)ヒューストン・アストロズ       | 29               | 31               | .483             | 7.0              |        |        |        |        |        |        |        |        |        |
| 3                | シアトル・マリナーズ              | 27               | 33               | .450             | 9.0              |        |        |        |        |        |        |        |        |        |
| 4                | ロサンゼルス・エンゼルス          | 26               | 34               | .433             | 10.0             |        |        |        |        |        |        |        |        |        |
| 5                | テキサス・レンジャーズ            | 22               | 38               | .367             | 14.0             |        |        |        |        |        |        |        |        |        |

| ナショナルリーグ | ナショナルリーグ               | ナショナルリーグ | ナショナルリーグ | ナショナルリーグ | ナショナルリーグ |        |        |        |        |        |        |        |        |        |
| 順               | チーム                         | 勝利             | 敗戦             | 勝率             | G差              |        |        |        |        |        |        |        |        |        |
| 東地区           | 東地区                         | 東地区           | 東地区           | 東地区           | 東地区           | 東地区 | 東地区 | 東地区 | 東地区 | 東地区 | 東地区 | 東地区 | 東地区 | 東地区 |
| ---------------- | ------------------------------ | ---------------- | ---------------- | ---------------- | ---------------- | ------ | ------ | ------ | ------ | ------ | ------ | ------ | ------ | ------ |
| 1                | (2)アトランタ・ブレーブス      | 35               | 25               | .583             | -                |        |        |        |        |        |        |        |        |        |
| 2                | (6)マイアミ・マーリンズ        | 31               | 29               | .517             | 4.0              |        |        |        |        |        |        |        |        |        |
| 3                | フィラデルフィア・フィリーズ   | 28               | 32               | .467             | 7.0              |        |        |        |        |        |        |        |        |        |
| 4                | ワシントン・ナショナルズ       | 26               | 34               | .433             | 9.0              |        |        |        |        |        |        |        |        |        |
| 5                | ニューヨーク・メッツ           | 26               | 34               | .433             | 9.0              |        |        |        |        |        |        |        |        |        |
| 中地区           |                                |                  |                  |                  |                  |        |        |        |        |        |        |        |        |        |
| 1                | (3)シカゴ・カブス              | 34               | 26               | .567             | -                |        |        |        |        |        |        |        |        |        |
| 2                | (5)セントルイス・カージナルス  | 30               | 28               | .517             | 3.0              |        |        |        |        |        |        |        |        |        |
| 3                | (7)シンシナティ・レッズ        | 31               | 29               | .517             | 3.0              |        |        |        |        |        |        |        |        |        |
| 4                | (8)ミルウォーキー・ブルワーズ  | 29               | 31               | .483             | 5.0              |        |        |        |        |        |        |        |        |        |
| 5                | ピッツバーグ・パイレーツ       | 19               | 41               | .317             | 15.0             |        |        |        |        |        |        |        |        |        |
| 西地区           |                                |                  |                  |                  |                  |        |        |        |        |        |        |        |        |        |
| 1                | (1)ロサンゼルス・ドジャース    | 43               | 17               | .717             | -                |        |        |        |        |        |        |        |        |        |
| 2                | (4)サンディエゴ・パドレス      | 37               | 23               | .617             | 6.0              |        |        |        |        |        |        |        |        |        |
| 3                | サンフランシスコ・ジャイアンツ | 29               | 31               | .483             | 14.0             |        |        |        |        |        |        |        |        |        |
| 4                | コロラド・ロッキーズ           | 26               | 34               | .433             | 17.0             |        |        |        |        |        |        |        |        |        |
| 5                | アリゾナ・ダイヤモンドバックス | 25               | 35               | .417             | 18.0             |        |        |        |        |        |        |        |        |        |

| アメリカンリーグ       | アメリカンリーグ               | アメリカンリーグ | アメリカンリーグ | アメリカンリーグ | アメリカンリーグ | アメリカンリーグ | アメリカンリーグ | アメリカンリーグ | アメリカンリーグ | アメリカンリーグ | アメリカンリーグ | アメリカンリーグ | アメリカンリーグ | アメリカンリーグ |
| 順                     | チーム                         | 地区             | 勝               | 敗               | 率               | 差               |                  |                  |                  |                  |                  |                  |                  |                  |
| 地区1位                | 地区1位                        | 地区1位          | 地区1位          | 地区1位          | 地区1位          | 地区1位          | 地区1位          | 地区1位          | 地区1位          | 地区1位          | 地区1位          | 地区1位          | 地区1位          | 地区1位          |
| ---------------------- | ------------------------------ | ---------------- | ---------------- | ---------------- | ---------------- | ---------------- | ---------------- | ---------------- | ---------------- | ---------------- | ---------------- | ---------------- | ---------------- | ---------------- |
| 1                      | タンパベイ・レイズ             | 東               | 40               | 20               | .667             |                  |                  |                  |                  |                  |                  |                  |                  |                  |
| 2                      | オークランド・アスレチックス   | 西               | 36               | 24               | .600             |                  |                  |                  |                  |                  |                  |                  |                  |                  |
| 3                      | ミネソタ・ツインズ             | 中               | 36               | 24               | .600             |                  |                  |                  |                  |                  |                  |                  |                  |                  |
| 地区2位                |                                |                  |                  |                  |                  |                  |                  |                  |                  |                  |                  |                  |                  |                  |
| 4                      | クリーブランド・インディアンス | 中               | 35               | 25               | .583             |                  |                  |                  |                  |                  |                  |                  |                  |                  |
| 5                      | ニューヨーク・ヤンキース       | 東               | 33               | 27               | .550             |                  |                  |                  |                  |                  |                  |                  |                  |                  |
| 6                      | ヒューストン・アストロズ       | 西               | 29               | 31               | .483             |                  |                  |                  |                  |                  |                  |                  |                  |                  |
| ワイルドカード         |                                |                  |                  |                  |                  |                  |                  |                  |                  |                  |                  |                  |                  |                  |
| 7                      | シカゴ・ホワイトソックス       | 中               | 35               | 25               | .583             | -3.0             |                  |                  |                  |                  |                  |                  |                  |                  |
| 8                      | トロント・ブルージェイズ       | 東               | 32               | 28               | .533             | -                |                  |                  |                  |                  |                  |                  |                  |                  |
| レギュラーシーズン敗退 |                                |                  |                  |                  |                  |                  |                  |                  |                  |                  |                  |                  |                  |                  |
| 9                      | シアトル・マリナーズ           | 西               | 27               | 33               | .450             | 5.0              |                  |                  |                  |                  |                  |                  |                  |                  |
| 10                     | カンザスシティ・ロイヤルズ     | 中               | 26               | 34               | .433             | 6.0              |                  |                  |                  |                  |                  |                  |                  |                  |
| 11                     | ロサンゼルス・エンゼルス       | 西               | 26               | 34               | .433             | 6.0              |                  |                  |                  |                  |                  |                  |                  |                  |
| 12                     | ボルチモア・オリオールズ       | 東               | 25               | 35               | .417             | 7.0              |                  |                  |                  |                  |                  |                  |                  |                  |
| 13                     | ボストン・レッドソックス       | 東               | 24               | 36               | .400             | 8.0              |                  |                  |                  |                  |                  |                  |                  |                  |
| 14                     | デトロイト・タイガース         | 中               | 23               | 35               | .397             | 8.0              |                  |                  |                  |                  |                  |                  |                  |                  |
| 15                     | テキサス・レンジャーズ         | 西               | 22               | 38               | .367             | 10.0             |                  |                  |                  |                  |                  |                  |                  |                  |
| タイブレーク           |                                |                  |                  |                  |                  |                  |                  |                  |                  |                  |                  |                  |                  |                  |
|                        |                                |                  |                  |                  |                  |                  |                  |                  |                  |                  |                  |                  |                  |                  |

| ナショナルリーグ       | ナショナルリーグ               | ナショナルリーグ | ナショナルリーグ | ナショナルリーグ | ナショナルリーグ | ナショナルリーグ | ナショナルリーグ | ナショナルリーグ | ナショナルリーグ | ナショナルリーグ | ナショナルリーグ | ナショナルリーグ | ナショナルリーグ | ナショナルリーグ |
| 順                     | チーム                         | 地区             | 勝               | 敗               | 率               | 差               |                  |                  |                  |                  |                  |                  |                  |                  |
| 地区1位                | 地区1位                        | 地区1位          | 地区1位          | 地区1位          | 地区1位          | 地区1位          | 地区1位          | 地区1位          | 地区1位          | 地区1位          | 地区1位          | 地区1位          | 地区1位          | 地区1位          |
| ---------------------- | ------------------------------ | ---------------- | ---------------- | ---------------- | ---------------- | ---------------- | ---------------- | ---------------- | ---------------- | ---------------- | ---------------- | ---------------- | ---------------- | ---------------- |
| 1                      | ロサンゼルス・ドジャース       | 西               | 43               | 17               | .717             |                  |                  |                  |                  |                  |                  |                  |                  |                  |
| 2                      | アトランタ・ブレーブス         | 東               | 35               | 25               | .583             |                  |                  |                  |                  |                  |                  |                  |                  |                  |
| 3                      | シカゴ・カブス                 | 中               | 34               | 26               | .567             |                  |                  |                  |                  |                  |                  |                  |                  |                  |
| 地区2位                |                                |                  |                  |                  |                  |                  |                  |                  |                  |                  |                  |                  |                  |                  |
| 4                      | サンディエゴ・パドレス         | 西               | 37               | 23               | .617             |                  |                  |                  |                  |                  |                  |                  |                  |                  |
| 5                      | セントルイス・カージナルス     | 中               | 30               | 28               | .517             |                  |                  |                  |                  |                  |                  |                  |                  |                  |
| 6                      | マイアミ・マーリンズ           | 東               | 31               | 29               | .517             |                  |                  |                  |                  |                  |                  |                  |                  |                  |
| ワイルドカード         |                                |                  |                  |                  |                  |                  |                  |                  |                  |                  |                  |                  |                  |                  |
| 7                      | シンシナティ・レッズ           | 中               | 31               | 29               | .517             | -2.0             |                  |                  |                  |                  |                  |                  |                  |                  |
| 8                      | ミルウォーキー・ブルワーズ     | 中               | 29               | 31               | .483             | -                |                  |                  |                  |                  |                  |                  |                  |                  |
| レギュラーシーズン敗退 |                                |                  |                  |                  |                  |                  |                  |                  |                  |                  |                  |                  |                  |                  |
| 9                      | サンフランシスコ・ジャイアンツ | 西               | 29               | 31               | .483             | 0.0              |                  |                  |                  |                  |                  |                  |                  |                  |
| 10                     | フィラデルフィア・フィリーズ   | 東               | 28               | 32               | .467             | 1.0              |                  |                  |                  |                  |                  |                  |                  |                  |
| 11                     | コロラド・ロッキーズ           | 西               | 26               | 34               | .433             | 3.0              |                  |                  |                  |                  |                  |                  |                  |                  |
| 12                     | ニューヨーク・メッツ           | 東               | 26               | 34               | .433             | 3.0              |                  |                  |                  |                  |                  |                  |                  |                  |
| 13                     | ワシントン・ナショナルズ       | 東               | 26               | 34               | .433             | 3.0              |                  |                  |                  |                  |                  |                  |                  |                  |
| 14                     | アリゾナ・ダイヤモンドバックス | 西               | 25               | 35               | .417             | 4.0              |                  |                  |                  |                  |                  |                  |                  |                  |
| 15                     | ピッツバーグ・パイレーツ       | 中               | 19               | 41               | .317             | 10.0             |                  |                  |                  |                  |                  |                  |                  |                  |
| タイブレーク           |                                |                  |                  |                  |                  |                  |                  |                  |                  |                  |                  |                  |                  |                  |
| 1.                     |                                |                  |                  |                  |                  |                  |                  |                  |                  |                  |                  |                  |                  |                  |

### ポストシーズン
| |                                       |                                       |                                       |                                       |                                       |                                       |                                       |                                   |                                   |                                   |                                   |                                   |                                   |                                   |                                     |                                     |                                     |                                     |                                     |                                     |                                     |                         |                         |                         |                         |                  |                  |                                     |                                     |                                     |                                     |                                     |                                     |                                     |
| | 9/29,30 ターゲット・フィールド        | 9/29,30 ターゲット・フィールド        | 9/29,30 ターゲット・フィールド        | 9/29,30 ターゲット・フィールド        | 9/29,30 ターゲット・フィールド        | 9/29,30 ターゲット・フィールド        | 9/29,30 ターゲット・フィールド        |                                   |                                   | 10/5-8 ドジャー・スタジアム       | 10/5-8 ドジャー・スタジアム       | 10/5-8 ドジャー・スタジアム       | 10/5-8 ドジャー・スタジアム       | 10/5-8 ドジャー・スタジアム       | 10/5-8 ドジャー・スタジアム         | 10/5-8 ドジャー・スタジアム         |                                     |                                     | 10/11-17 ペトコ・パーク             | 10/11-17 ペトコ・パーク             | 10/11-17 ペトコ・パーク             | 10/11-17 ペトコ・パーク | 10/11-17 ペトコ・パーク | 10/11-17 ペトコ・パーク | 10/11-17 ペトコ・パーク |                  |                  | 10/20-27 グローブライフ・フィールド | 10/20-27 グローブライフ・フィールド | 10/20-27 グローブライフ・フィールド | 10/20-27 グローブライフ・フィールド | 10/20-27 グローブライフ・フィールド | 10/20-27 グローブライフ・フィールド | 10/20-27 グローブライフ・フィールド |
| | 9/29,30 ターゲット・フィールド        | 9/29,30 ターゲット・フィールド        | 9/29,30 ターゲット・フィールド        | 9/29,30 ターゲット・フィールド        | 9/29,30 ターゲット・フィールド        | 9/29,30 ターゲット・フィールド        | 9/29,30 ターゲット・フィールド        |                                   |                                   | 10/5-8 ドジャー・スタジアム       | 10/5-8 ドジャー・スタジアム       | 10/5-8 ドジャー・スタジアム       | 10/5-8 ドジャー・スタジアム       | 10/5-8 ドジャー・スタジアム       | 10/5-8 ドジャー・スタジアム         | 10/5-8 ドジャー・スタジアム         |                                     |                                     | 10/11-17 ペトコ・パーク             | 10/11-17 ペトコ・パーク             | 10/11-17 ペトコ・パーク             | 10/11-17 ペトコ・パーク | 10/11-17 ペトコ・パーク | 10/11-17 ペトコ・パーク | 10/11-17 ペトコ・パーク |                  |                  | 10/20-27 グローブライフ・フィールド | 10/20-27 グローブライフ・フィールド | 10/20-27 グローブライフ・フィールド | 10/20-27 グローブライフ・フィールド | 10/20-27 グローブライフ・フィールド | 10/20-27 グローブライフ・フィールド | 10/20-27 グローブライフ・フィールド |
| | 6                                     | アストロズ                            | アストロズ                            | アストロズ                            | アストロズ                            | アストロズ                            | アストロズ                            |                                   |                                   | 10/5-8 ドジャー・スタジアム       | 10/5-8 ドジャー・スタジアム       | 10/5-8 ドジャー・スタジアム       | 10/5-8 ドジャー・スタジアム       | 10/5-8 ドジャー・スタジアム       | 10/5-8 ドジャー・スタジアム         | 10/5-8 ドジャー・スタジアム         |                                     |                                     | 10/11-17 ペトコ・パーク             | 10/11-17 ペトコ・パーク             | 10/11-17 ペトコ・パーク             | 10/11-17 ペトコ・パーク | 10/11-17 ペトコ・パーク | 10/11-17 ペトコ・パーク | 10/11-17 ペトコ・パーク |                  |                  | 10/20-27 グローブライフ・フィールド | 10/20-27 グローブライフ・フィールド | 10/20-27 グローブライフ・フィールド | 10/20-27 グローブライフ・フィールド | 10/20-27 グローブライフ・フィールド | 10/20-27 グローブライフ・フィールド | 10/20-27 グローブライフ・フィールド |
| | 4                                     | 3                                     |                                       |                                       |                                       |                                       |                                       |                                   |                                   | 10/5-8 ドジャー・スタジアム       | 10/5-8 ドジャー・スタジアム       | 10/5-8 ドジャー・スタジアム       | 10/5-8 ドジャー・スタジアム       | 10/5-8 ドジャー・スタジアム       | 10/5-8 ドジャー・スタジアム         | 10/5-8 ドジャー・スタジアム         |                                     |                                     | 10/11-17 ペトコ・パーク             | 10/11-17 ペトコ・パーク             | 10/11-17 ペトコ・パーク             | 10/11-17 ペトコ・パーク | 10/11-17 ペトコ・パーク | 10/11-17 ペトコ・パーク | 10/11-17 ペトコ・パーク |                  |                  | 10/20-27 グローブライフ・フィールド | 10/20-27 グローブライフ・フィールド | 10/20-27 グローブライフ・フィールド | 10/20-27 グローブライフ・フィールド | 10/20-27 グローブライフ・フィールド | 10/20-27 グローブライフ・フィールド | 10/20-27 グローブライフ・フィールド |
| | 1                                     | 1                                     |                                       |                                       |                                       |                                       |                                       |                                   |                                   | 10/5-8 ドジャー・スタジアム       | 10/5-8 ドジャー・スタジアム       | 10/5-8 ドジャー・スタジアム       | 10/5-8 ドジャー・スタジアム       | 10/5-8 ドジャー・スタジアム       | 10/5-8 ドジャー・スタジアム         | 10/5-8 ドジャー・スタジアム         |                                     |                                     | 10/11-17 ペトコ・パーク             | 10/11-17 ペトコ・パーク             | 10/11-17 ペトコ・パーク             | 10/11-17 ペトコ・パーク | 10/11-17 ペトコ・パーク | 10/11-17 ペトコ・パーク | 10/11-17 ペトコ・パーク |                  |                  | 10/20-27 グローブライフ・フィールド | 10/20-27 グローブライフ・フィールド | 10/20-27 グローブライフ・フィールド | 10/20-27 グローブライフ・フィールド | 10/20-27 グローブライフ・フィールド | 10/20-27 グローブライフ・フィールド | 10/20-27 グローブライフ・フィールド |
| | 3                                     | ツインズ                              | ツインズ                              | ツインズ                              | ツインズ                              | ツインズ                              | ツインズ                              | 6                                 | アストロズ                        | アストロズ                        | アストロズ                        | アストロズ                        | アストロズ                        | アストロズ                        |                                     |                                     |                                     |                                     | 10/11-17 ペトコ・パーク             | 10/11-17 ペトコ・パーク             | 10/11-17 ペトコ・パーク             | 10/11-17 ペトコ・パーク | 10/11-17 ペトコ・パーク | 10/11-17 ペトコ・パーク | 10/11-17 ペトコ・パーク |                  |                  | 10/20-27 グローブライフ・フィールド | 10/20-27 グローブライフ・フィールド | 10/20-27 グローブライフ・フィールド | 10/20-27 グローブライフ・フィールド | 10/20-27 グローブライフ・フィールド | 10/20-27 グローブライフ・フィールド | 10/20-27 グローブライフ・フィールド |
| | 9/29,30,10/1 オークランド・コロシアム | 9/29,30,10/1 オークランド・コロシアム | 9/29,30,10/1 オークランド・コロシアム | 9/29,30,10/1 オークランド・コロシアム | 9/29,30,10/1 オークランド・コロシアム | 9/29,30,10/1 オークランド・コロシアム | 9/29,30,10/1 オークランド・コロシアム | 10                                | 5                                 | 7                                 | 11                                |                                   |                                   |                                   |                                     |                                     |                                     |                                     | 10/11-17 ペトコ・パーク             | 10/11-17 ペトコ・パーク             | 10/11-17 ペトコ・パーク             | 10/11-17 ペトコ・パーク | 10/11-17 ペトコ・パーク | 10/11-17 ペトコ・パーク | 10/11-17 ペトコ・パーク |                  |                  | 10/20-27 グローブライフ・フィールド | 10/20-27 グローブライフ・フィールド | 10/20-27 グローブライフ・フィールド | 10/20-27 グローブライフ・フィールド | 10/20-27 グローブライフ・フィールド | 10/20-27 グローブライフ・フィールド | 10/20-27 グローブライフ・フィールド |
| | 9/29,30,10/1 オークランド・コロシアム | 9/29,30,10/1 オークランド・コロシアム | 9/29,30,10/1 オークランド・コロシアム | 9/29,30,10/1 オークランド・コロシアム | 9/29,30,10/1 オークランド・コロシアム | 9/29,30,10/1 オークランド・コロシアム | 9/29,30,10/1 オークランド・コロシアム |                                   | 5                                 | 2                                 | 9                                 | 6                                 |                                   |                                   |                                     |                                     |                                     |                                     | 10/11-17 ペトコ・パーク             | 10/11-17 ペトコ・パーク             | 10/11-17 ペトコ・パーク             | 10/11-17 ペトコ・パーク | 10/11-17 ペトコ・パーク | 10/11-17 ペトコ・パーク | 10/11-17 ペトコ・パーク |                  |                  | 10/20-27 グローブライフ・フィールド | 10/20-27 グローブライフ・フィールド | 10/20-27 グローブライフ・フィールド | 10/20-27 グローブライフ・フィールド | 10/20-27 グローブライフ・フィールド | 10/20-27 グローブライフ・フィールド | 10/20-27 グローブライフ・フィールド |
| | 7                                     | ホワイトソックス                      | ホワイトソックス                      | ホワイトソックス                      | ホワイトソックス                      | ホワイトソックス                      | ホワイトソックス                      | 2                                 | アスレチックス                    | アスレチックス                    | アスレチックス                    | アスレチックス                    | アスレチックス                    | アスレチックス                    |                                     |                                     |                                     |                                     | 10/11-17 ペトコ・パーク             | 10/11-17 ペトコ・パーク             | 10/11-17 ペトコ・パーク             | 10/11-17 ペトコ・パーク | 10/11-17 ペトコ・パーク | 10/11-17 ペトコ・パーク | 10/11-17 ペトコ・パーク |                  |                  | 10/20-27 グローブライフ・フィールド | 10/20-27 グローブライフ・フィールド | 10/20-27 グローブライフ・フィールド | 10/20-27 グローブライフ・フィールド | 10/20-27 グローブライフ・フィールド | 10/20-27 グローブライフ・フィールド | 10/20-27 グローブライフ・フィールド |
| | 4                                     | 3                                     | 4                                     |                                       |                                       |                                       |                                       | 10/5-9 ペトコ・パーク             | 10/5-9 ペトコ・パーク             | 10/5-9 ペトコ・パーク             | 10/5-9 ペトコ・パーク             | 10/5-9 ペトコ・パーク             | 10/5-9 ペトコ・パーク             | 10/5-9 ペトコ・パーク             |                                     |                                     |                                     |                                     | 10/11-17 ペトコ・パーク             | 10/11-17 ペトコ・パーク             | 10/11-17 ペトコ・パーク             | 10/11-17 ペトコ・パーク | 10/11-17 ペトコ・パーク | 10/11-17 ペトコ・パーク | 10/11-17 ペトコ・パーク |                  |                  | 10/20-27 グローブライフ・フィールド | 10/20-27 グローブライフ・フィールド | 10/20-27 グローブライフ・フィールド | 10/20-27 グローブライフ・フィールド | 10/20-27 グローブライフ・フィールド | 10/20-27 グローブライフ・フィールド | 10/20-27 グローブライフ・フィールド |
| | 1                                     | 5                                     | 6                                     |                                       |                                       |                                       |                                       | 10/5-9 ペトコ・パーク             | 10/5-9 ペトコ・パーク             | 10/5-9 ペトコ・パーク             | 10/5-9 ペトコ・パーク             | 10/5-9 ペトコ・パーク             | 10/5-9 ペトコ・パーク             | 10/5-9 ペトコ・パーク             |                                     |                                     |                                     |                                     | 10/11-17 ペトコ・パーク             | 10/11-17 ペトコ・パーク             | 10/11-17 ペトコ・パーク             | 10/11-17 ペトコ・パーク | 10/11-17 ペトコ・パーク | 10/11-17 ペトコ・パーク | 10/11-17 ペトコ・パーク |                  |                  | 10/20-27 グローブライフ・フィールド | 10/20-27 グローブライフ・フィールド | 10/20-27 グローブライフ・フィールド | 10/20-27 グローブライフ・フィールド | 10/20-27 グローブライフ・フィールド | 10/20-27 グローブライフ・フィールド | 10/20-27 グローブライフ・フィールド |
| | 2                                     | アスレチックス                        | アスレチックス                        | アスレチックス                        | アスレチックス                        | アスレチックス                        | アスレチックス                        | 10/5-9 ペトコ・パーク             | 10/5-9 ペトコ・パーク             | 10/5-9 ペトコ・パーク             | 10/5-9 ペトコ・パーク             | 10/5-9 ペトコ・パーク             | 10/5-9 ペトコ・パーク             | 10/5-9 ペトコ・パーク             | 6                                   | アストロズ                          | アストロズ                          | アストロズ                          | アストロズ                          | アストロズ                          | アストロズ                          |                         |                         |                         |                         |                  |                  | 10/20-27 グローブライフ・フィールド | 10/20-27 グローブライフ・フィールド | 10/20-27 グローブライフ・フィールド | 10/20-27 グローブライフ・フィールド | 10/20-27 グローブライフ・フィールド | 10/20-27 グローブライフ・フィールド | 10/20-27 グローブライフ・フィールド |
| | 9/29,30 プログレッシブ・フィールド    | 9/29,30 プログレッシブ・フィールド    | 9/29,30 プログレッシブ・フィールド    | 9/29,30 プログレッシブ・フィールド    | 9/29,30 プログレッシブ・フィールド    | 9/29,30 プログレッシブ・フィールド    | 9/29,30 プログレッシブ・フィールド    | 10/5-9 ペトコ・パーク             | 10/5-9 ペトコ・パーク             | 10/5-9 ペトコ・パーク             | 10/5-9 ペトコ・パーク             | 10/5-9 ペトコ・パーク             | 10/5-9 ペトコ・パーク             | 10/5-9 ペトコ・パーク             | 1                                   | 2                                   | 2                                   | 4                                   | 4                                   | 7                                   | 2                                   |                         |                         |                         |                         |                  |                  | 10/20-27 グローブライフ・フィールド | 10/20-27 グローブライフ・フィールド | 10/20-27 グローブライフ・フィールド | 10/20-27 グローブライフ・フィールド | 10/20-27 グローブライフ・フィールド | 10/20-27 グローブライフ・フィールド | 10/20-27 グローブライフ・フィールド |
| | 9/29,30 プログレッシブ・フィールド    | 9/29,30 プログレッシブ・フィールド    | 9/29,30 プログレッシブ・フィールド    | 9/29,30 プログレッシブ・フィールド    | 9/29,30 プログレッシブ・フィールド    | 9/29,30 プログレッシブ・フィールド    | 9/29,30 プログレッシブ・フィールド    | 10/5-9 ペトコ・パーク             | 10/5-9 ペトコ・パーク             | 10/5-9 ペトコ・パーク             | 10/5-9 ペトコ・パーク             | 10/5-9 ペトコ・パーク             | 10/5-9 ペトコ・パーク             | 10/5-9 ペトコ・パーク             |                                     | 2                                   | 4                                   | 5                                   | 3                                   | 3                                   | 4                                   | 4                       |                         |                         |                         |                  |                  | 10/20-27 グローブライフ・フィールド | 10/20-27 グローブライフ・フィールド | 10/20-27 グローブライフ・フィールド | 10/20-27 グローブライフ・フィールド | 10/20-27 グローブライフ・フィールド | 10/20-27 グローブライフ・フィールド | 10/20-27 グローブライフ・フィールド |
| | 5                                     | ヤンキース                            | ヤンキース                            | ヤンキース                            | ヤンキース                            | ヤンキース                            | ヤンキース                            | 10/5-9 ペトコ・パーク             | 10/5-9 ペトコ・パーク             | 10/5-9 ペトコ・パーク             | 10/5-9 ペトコ・パーク             | 10/5-9 ペトコ・パーク             | 10/5-9 ペトコ・パーク             | 10/5-9 ペトコ・パーク             | 1                                   | レイズ                              | レイズ                              | レイズ                              | レイズ                              | レイズ                              | レイズ                              |                         |                         |                         |                         |                  |                  | 10/20-27 グローブライフ・フィールド | 10/20-27 グローブライフ・フィールド | 10/20-27 グローブライフ・フィールド | 10/20-27 グローブライフ・フィールド | 10/20-27 グローブライフ・フィールド | 10/20-27 グローブライフ・フィールド | 10/20-27 グローブライフ・フィールド |
| | 12                                    | 10                                    |                                       |                                       |                                       |                                       |                                       | 10/5-9 ペトコ・パーク             | 10/5-9 ペトコ・パーク             | 10/5-9 ペトコ・パーク             | 10/5-9 ペトコ・パーク             | 10/5-9 ペトコ・パーク             | 10/5-9 ペトコ・パーク             | 10/5-9 ペトコ・パーク             | ALCS                                | ALCS                                | ALCS                                | ALCS                                | ALCS                                | ALCS                                | ALCS                                |                         |                         |                         |                         |                  |                  | 10/20-27 グローブライフ・フィールド | 10/20-27 グローブライフ・フィールド | 10/20-27 グローブライフ・フィールド | 10/20-27 グローブライフ・フィールド | 10/20-27 グローブライフ・フィールド | 10/20-27 グローブライフ・フィールド | 10/20-27 グローブライフ・フィールド |
| | 3                                     | 9                                     |                                       |                                       |                                       |                                       |                                       | 10/5-9 ペトコ・パーク             | 10/5-9 ペトコ・パーク             | 10/5-9 ペトコ・パーク             | 10/5-9 ペトコ・パーク             | 10/5-9 ペトコ・パーク             | 10/5-9 ペトコ・パーク             | 10/5-9 ペトコ・パーク             | ALCS                                | ALCS                                | ALCS                                | ALCS                                | ALCS                                | ALCS                                | ALCS                                |                         |                         |                         |                         |                  |                  | 10/20-27 グローブライフ・フィールド | 10/20-27 グローブライフ・フィールド | 10/20-27 グローブライフ・フィールド | 10/20-27 グローブライフ・フィールド | 10/20-27 グローブライフ・フィールド | 10/20-27 グローブライフ・フィールド | 10/20-27 グローブライフ・フィールド |
| | 4                                     | インディアンス                        | インディアンス                        | インディアンス                        | インディアンス                        | インディアンス                        | インディアンス                        | 5                                 | ヤンキース                        | ヤンキース                        | ヤンキース                        | ヤンキース                        | ヤンキース                        | ヤンキース                        | 10/12-18 グローブライフ・フィールド | 10/12-18 グローブライフ・フィールド | 10/12-18 グローブライフ・フィールド | 10/12-18 グローブライフ・フィールド | 10/12-18 グローブライフ・フィールド | 10/12-18 グローブライフ・フィールド | 10/12-18 グローブライフ・フィールド |                         |                         |                         |                         |                  |                  | 10/20-27 グローブライフ・フィールド | 10/20-27 グローブライフ・フィールド | 10/20-27 グローブライフ・フィールド | 10/20-27 グローブライフ・フィールド | 10/20-27 グローブライフ・フィールド | 10/20-27 グローブライフ・フィールド | 10/20-27 グローブライフ・フィールド |
| | 9/29,30 トロピカーナ・フィールド      | 9/29,30 トロピカーナ・フィールド      | 9/29,30 トロピカーナ・フィールド      | 9/29,30 トロピカーナ・フィールド      | 9/29,30 トロピカーナ・フィールド      | 9/29,30 トロピカーナ・フィールド      | 9/29,30 トロピカーナ・フィールド      | 9                                 | 5                                 | 4                                 | 5                                 | 1                                 |                                   |                                   | 10/12-18 グローブライフ・フィールド | 10/12-18 グローブライフ・フィールド | 10/12-18 グローブライフ・フィールド | 10/12-18 グローブライフ・フィールド | 10/12-18 グローブライフ・フィールド | 10/12-18 グローブライフ・フィールド | 10/12-18 グローブライフ・フィールド |                         |                         |                         |                         |                  |                  | 10/20-27 グローブライフ・フィールド | 10/20-27 グローブライフ・フィールド | 10/20-27 グローブライフ・フィールド | 10/20-27 グローブライフ・フィールド | 10/20-27 グローブライフ・フィールド | 10/20-27 グローブライフ・フィールド | 10/20-27 グローブライフ・フィールド |
| | 9/29,30 トロピカーナ・フィールド      | 9/29,30 トロピカーナ・フィールド      | 9/29,30 トロピカーナ・フィールド      | 9/29,30 トロピカーナ・フィールド      | 9/29,30 トロピカーナ・フィールド      | 9/29,30 トロピカーナ・フィールド      | 9/29,30 トロピカーナ・フィールド      |                                   | 3                                 | 7                                 | 8                                 | 1                                 | 2                                 |                                   |                                     | 10/12-18 グローブライフ・フィールド | 10/12-18 グローブライフ・フィールド | 10/12-18 グローブライフ・フィールド | 10/12-18 グローブライフ・フィールド | 10/12-18 グローブライフ・フィールド | 10/12-18 グローブライフ・フィールド |                         |                         |                         |                         |                  |                  | 10/20-27 グローブライフ・フィールド | 10/20-27 グローブライフ・フィールド | 10/20-27 グローブライフ・フィールド | 10/20-27 グローブライフ・フィールド | 10/20-27 グローブライフ・フィールド | 10/20-27 グローブライフ・フィールド | 10/20-27 グローブライフ・フィールド |
| | 8                                     | ブルージェイズ                        | ブルージェイズ                        | ブルージェイズ                        | ブルージェイズ                        | ブルージェイズ                        | ブルージェイズ                        | 1                                 | レイズ                            | レイズ                            | レイズ                            | レイズ                            | レイズ                            | レイズ                            | 10/12-18 グローブライフ・フィールド | 10/12-18 グローブライフ・フィールド | 10/12-18 グローブライフ・フィールド | 10/12-18 グローブライフ・フィールド | 10/12-18 グローブライフ・フィールド | 10/12-18 グローブライフ・フィールド | 10/12-18 グローブライフ・フィールド |                         |                         |                         |                         |                  |                  | 10/20-27 グローブライフ・フィールド | 10/20-27 グローブライフ・フィールド | 10/20-27 グローブライフ・フィールド | 10/20-27 グローブライフ・フィールド | 10/20-27 グローブライフ・フィールド | 10/20-27 グローブライフ・フィールド | 10/20-27 グローブライフ・フィールド |
| | 1                                     | 2                                     |                                       |                                       |                                       |                                       |                                       | ALDS                              | ALDS                              | ALDS                              | ALDS                              | ALDS                              | ALDS                              | ALDS                              | 10/12-18 グローブライフ・フィールド | 10/12-18 グローブライフ・フィールド | 10/12-18 グローブライフ・フィールド | 10/12-18 グローブライフ・フィールド | 10/12-18 グローブライフ・フィールド | 10/12-18 グローブライフ・フィールド | 10/12-18 グローブライフ・フィールド |                         |                         |                         |                         |                  |                  | 10/20-27 グローブライフ・フィールド | 10/20-27 グローブライフ・フィールド | 10/20-27 グローブライフ・フィールド | 10/20-27 グローブライフ・フィールド | 10/20-27 グローブライフ・フィールド | 10/20-27 グローブライフ・フィールド | 10/20-27 グローブライフ・フィールド |
| | 3                                     | 8                                     |                                       |                                       |                                       |                                       |                                       | ALDS                              | ALDS                              | ALDS                              | ALDS                              | ALDS                              | ALDS                              | ALDS                              | 10/12-18 グローブライフ・フィールド | 10/12-18 グローブライフ・フィールド | 10/12-18 グローブライフ・フィールド | 10/12-18 グローブライフ・フィールド | 10/12-18 グローブライフ・フィールド | 10/12-18 グローブライフ・フィールド | 10/12-18 グローブライフ・フィールド |                         |                         |                         |                         |                  |                  | 10/20-27 グローブライフ・フィールド | 10/20-27 グローブライフ・フィールド | 10/20-27 グローブライフ・フィールド | 10/20-27 グローブライフ・フィールド | 10/20-27 グローブライフ・フィールド | 10/20-27 グローブライフ・フィールド | 10/20-27 グローブライフ・フィールド |
| | 1                                     | レイズ                                | レイズ                                | レイズ                                | レイズ                                | レイズ                                | レイズ                                | 10/6-8 ミニッツメイド・パーク     | 10/6-8 ミニッツメイド・パーク     | 10/6-8 ミニッツメイド・パーク     | 10/6-8 ミニッツメイド・パーク     | 10/6-8 ミニッツメイド・パーク     | 10/6-8 ミニッツメイド・パーク     | 10/6-8 ミニッツメイド・パーク     | 10/12-18 グローブライフ・フィールド | 10/12-18 グローブライフ・フィールド | 10/12-18 グローブライフ・フィールド | 10/12-18 グローブライフ・フィールド | 10/12-18 グローブライフ・フィールド | 10/12-18 グローブライフ・フィールド | 10/12-18 グローブライフ・フィールド |                         |                         |                         |                         |                  |                  | 10/20-27 グローブライフ・フィールド | 10/20-27 グローブライフ・フィールド | 10/20-27 グローブライフ・フィールド | 10/20-27 グローブライフ・フィールド | 10/20-27 グローブライフ・フィールド | 10/20-27 グローブライフ・フィールド | 10/20-27 グローブライフ・フィールド |
| | ALWC                                  | ALWC                                  | ALWC                                  | ALWC                                  | ALWC                                  | ALWC                                  | ALWC                                  | 10/6-8 ミニッツメイド・パーク     | 10/6-8 ミニッツメイド・パーク     | 10/6-8 ミニッツメイド・パーク     | 10/6-8 ミニッツメイド・パーク     | 10/6-8 ミニッツメイド・パーク     | 10/6-8 ミニッツメイド・パーク     | 10/6-8 ミニッツメイド・パーク     | 10/12-18 グローブライフ・フィールド | 10/12-18 グローブライフ・フィールド | 10/12-18 グローブライフ・フィールド | 10/12-18 グローブライフ・フィールド | 10/12-18 グローブライフ・フィールド | 10/12-18 グローブライフ・フィールド | 10/12-18 グローブライフ・フィールド | A1                      | レイズ                  | レイズ                  | レイズ                  | レイズ           | レイズ           | レイズ                              |                                     |                                     |                                     |                                     |                                     |                                     |
| | ALWC                                  | ALWC                                  | ALWC                                  | ALWC                                  | ALWC                                  | ALWC                                  | ALWC                                  | 10/6-8 ミニッツメイド・パーク     | 10/6-8 ミニッツメイド・パーク     | 10/6-8 ミニッツメイド・パーク     | 10/6-8 ミニッツメイド・パーク     | 10/6-8 ミニッツメイド・パーク     | 10/6-8 ミニッツメイド・パーク     | 10/6-8 ミニッツメイド・パーク     | 10/12-18 グローブライフ・フィールド | 10/12-18 グローブライフ・フィールド | 10/12-18 グローブライフ・フィールド | 10/12-18 グローブライフ・フィールド | 10/12-18 グローブライフ・フィールド | 10/12-18 グローブライフ・フィールド | 10/12-18 グローブライフ・フィールド | 3                       | 6                       | 2                       | 8                       | 2                | 1                |                                     |                                     |                                     |                                     |                                     |                                     |                                     |
| | 9/30,10/2 リグレー・フィールド        | 9/30,10/2 リグレー・フィールド        | 9/30,10/2 リグレー・フィールド        | 9/30,10/2 リグレー・フィールド        | 9/30,10/2 リグレー・フィールド        | 9/30,10/2 リグレー・フィールド        | 9/30,10/2 リグレー・フィールド        | 10/6-8 ミニッツメイド・パーク     | 10/6-8 ミニッツメイド・パーク     | 10/6-8 ミニッツメイド・パーク     | 10/6-8 ミニッツメイド・パーク     | 10/6-8 ミニッツメイド・パーク     | 10/6-8 ミニッツメイド・パーク     | 10/6-8 ミニッツメイド・パーク     | 10/12-18 グローブライフ・フィールド | 10/12-18 グローブライフ・フィールド | 10/12-18 グローブライフ・フィールド | 10/12-18 グローブライフ・フィールド | 10/12-18 グローブライフ・フィールド | 10/12-18 グローブライフ・フィールド | 10/12-18 グローブライフ・フィールド |                         | 8                       | 4                       | 6                       | 7                | 4                | 3                                   |                                     |                                     |                                     |                                     |                                     |                                     |
| | 9/30,10/2 リグレー・フィールド        | 9/30,10/2 リグレー・フィールド        | 9/30,10/2 リグレー・フィールド        | 9/30,10/2 リグレー・フィールド        | 9/30,10/2 リグレー・フィールド        | 9/30,10/2 リグレー・フィールド        | 9/30,10/2 リグレー・フィールド        | 10/6-8 ミニッツメイド・パーク     | 10/6-8 ミニッツメイド・パーク     | 10/6-8 ミニッツメイド・パーク     | 10/6-8 ミニッツメイド・パーク     | 10/6-8 ミニッツメイド・パーク     | 10/6-8 ミニッツメイド・パーク     | 10/6-8 ミニッツメイド・パーク     | 10/12-18 グローブライフ・フィールド | 10/12-18 グローブライフ・フィールド | 10/12-18 グローブライフ・フィールド | 10/12-18 グローブライフ・フィールド | 10/12-18 グローブライフ・フィールド | 10/12-18 グローブライフ・フィールド | 10/12-18 グローブライフ・フィールド | N1                      | ドジャース              | ドジャース              | ドジャース              | ドジャース       | ドジャース       | ドジャース                          |                                     |                                     |                                     |                                     |                                     |                                     |
| | 6                                     | マーリンズ                            | マーリンズ                            | マーリンズ                            | マーリンズ                            | マーリンズ                            | マーリンズ                            | 10/6-8 ミニッツメイド・パーク     | 10/6-8 ミニッツメイド・パーク     | 10/6-8 ミニッツメイド・パーク     | 10/6-8 ミニッツメイド・パーク     | 10/6-8 ミニッツメイド・パーク     | 10/6-8 ミニッツメイド・パーク     | 10/6-8 ミニッツメイド・パーク     | 10/12-18 グローブライフ・フィールド | 10/12-18 グローブライフ・フィールド | 10/12-18 グローブライフ・フィールド | 10/12-18 グローブライフ・フィールド | 10/12-18 グローブライフ・フィールド | 10/12-18 グローブライフ・フィールド | 10/12-18 グローブライフ・フィールド | ワールドシリーズ        | ワールドシリーズ        | ワールドシリーズ        | ワールドシリーズ        | ワールドシリーズ | ワールドシリーズ | ワールドシリーズ                    |                                     |                                     |                                     |                                     |                                     |                                     |
| | 5                                     | 2                                     |                                       |                                       |                                       |                                       |                                       | 10/6-8 ミニッツメイド・パーク     | 10/6-8 ミニッツメイド・パーク     | 10/6-8 ミニッツメイド・パーク     | 10/6-8 ミニッツメイド・パーク     | 10/6-8 ミニッツメイド・パーク     | 10/6-8 ミニッツメイド・パーク     | 10/6-8 ミニッツメイド・パーク     | 10/12-18 グローブライフ・フィールド | 10/12-18 グローブライフ・フィールド | 10/12-18 グローブライフ・フィールド | 10/12-18 グローブライフ・フィールド | 10/12-18 グローブライフ・フィールド | 10/12-18 グローブライフ・フィールド | 10/12-18 グローブライフ・フィールド | ワールドシリーズ        | ワールドシリーズ        | ワールドシリーズ        | ワールドシリーズ        | ワールドシリーズ | ワールドシリーズ | ワールドシリーズ                    |                                     |                                     |                                     |                                     |                                     |                                     |
| | 1                                     | 0                                     |                                       |                                       |                                       |                                       |                                       | 10/6-8 ミニッツメイド・パーク     | 10/6-8 ミニッツメイド・パーク     | 10/6-8 ミニッツメイド・パーク     | 10/6-8 ミニッツメイド・パーク     | 10/6-8 ミニッツメイド・パーク     | 10/6-8 ミニッツメイド・パーク     | 10/6-8 ミニッツメイド・パーク     | 10/12-18 グローブライフ・フィールド | 10/12-18 グローブライフ・フィールド | 10/12-18 グローブライフ・フィールド | 10/12-18 グローブライフ・フィールド | 10/12-18 グローブライフ・フィールド | 10/12-18 グローブライフ・フィールド | 10/12-18 グローブライフ・フィールド |                         |                         |                         |                         |                  |                  |                                     |                                     |                                     |                                     |                                     |                                     |                                     |
| | 3                                     | カブス                                | カブス                                | カブス                                | カブス                                | カブス                                | カブス                                | 6                                 | マーリンズ                        | マーリンズ                        | マーリンズ                        | マーリンズ                        | マーリンズ                        | マーリンズ                        | 10/12-18 グローブライフ・フィールド | 10/12-18 グローブライフ・フィールド | 10/12-18 グローブライフ・フィールド | 10/12-18 グローブライフ・フィールド | 10/12-18 グローブライフ・フィールド | 10/12-18 グローブライフ・フィールド | 10/12-18 グローブライフ・フィールド |                         |                         |                         |                         |                  |                  |                                     |                                     |                                     |                                     |                                     |                                     |                                     |
| | 9/30,10/1 トゥルーイスト・パーク      | 9/30,10/1 トゥルーイスト・パーク      | 9/30,10/1 トゥルーイスト・パーク      | 9/30,10/1 トゥルーイスト・パーク      | 9/30,10/1 トゥルーイスト・パーク      | 9/30,10/1 トゥルーイスト・パーク      | 9/30,10/1 トゥルーイスト・パーク      | 5                                 | 0                                 | 0                                 |                                   |                                   |                                   |                                   | 10/12-18 グローブライフ・フィールド | 10/12-18 グローブライフ・フィールド | 10/12-18 グローブライフ・フィールド | 10/12-18 グローブライフ・フィールド | 10/12-18 グローブライフ・フィールド | 10/12-18 グローブライフ・フィールド | 10/12-18 グローブライフ・フィールド |                         |                         |                         |                         |                  |                  |                                     |                                     |                                     |                                     |                                     |                                     |                                     |
| | 9/30,10/1 トゥルーイスト・パーク      | 9/30,10/1 トゥルーイスト・パーク      | 9/30,10/1 トゥルーイスト・パーク      | 9/30,10/1 トゥルーイスト・パーク      | 9/30,10/1 トゥルーイスト・パーク      | 9/30,10/1 トゥルーイスト・パーク      | 9/30,10/1 トゥルーイスト・パーク      |                                   | 9                                 | 2                                 | 7                                 |                                   |                                   |                                   |                                     | 10/12-18 グローブライフ・フィールド | 10/12-18 グローブライフ・フィールド | 10/12-18 グローブライフ・フィールド | 10/12-18 グローブライフ・フィールド | 10/12-18 グローブライフ・フィールド | 10/12-18 グローブライフ・フィールド |                         |                         |                         |                         |                  |                  |                                     |                                     |                                     |                                     |                                     |                                     |                                     |
| | 7                                     | レッズ                                | レッズ                                | レッズ                                | レッズ                                | レッズ                                | レッズ                                | 2                                 | ブレーブス                        | ブレーブス                        | ブレーブス                        | ブレーブス                        | ブレーブス                        | ブレーブス                        | 10/12-18 グローブライフ・フィールド | 10/12-18 グローブライフ・フィールド | 10/12-18 グローブライフ・フィールド | 10/12-18 グローブライフ・フィールド | 10/12-18 グローブライフ・フィールド | 10/12-18 グローブライフ・フィールド | 10/12-18 グローブライフ・フィールド |                         |                         |                         |                         |                  |                  |                                     |                                     |                                     |                                     |                                     |                                     |                                     |
| | 0                                     | 0                                     |                                       |                                       |                                       |                                       |                                       | 10/6-8 グローブライフ・フィールド | 10/6-8 グローブライフ・フィールド | 10/6-8 グローブライフ・フィールド | 10/6-8 グローブライフ・フィールド | 10/6-8 グローブライフ・フィールド | 10/6-8 グローブライフ・フィールド | 10/6-8 グローブライフ・フィールド | 10/12-18 グローブライフ・フィールド | 10/12-18 グローブライフ・フィールド | 10/12-18 グローブライフ・フィールド | 10/12-18 グローブライフ・フィールド | 10/12-18 グローブライフ・フィールド | 10/12-18 グローブライフ・フィールド | 10/12-18 グローブライフ・フィールド |                         |                         |                         |                         |                  |                  |                                     |                                     |                                     |                                     |                                     |                                     |                                     |
| | 1                                     | 5                                     |                                       |                                       |                                       |                                       |                                       | 10/6-8 グローブライフ・フィールド | 10/6-8 グローブライフ・フィールド | 10/6-8 グローブライフ・フィールド | 10/6-8 グローブライフ・フィールド | 10/6-8 グローブライフ・フィールド | 10/6-8 グローブライフ・フィールド | 10/6-8 グローブライフ・フィールド | 10/12-18 グローブライフ・フィールド | 10/12-18 グローブライフ・フィールド | 10/12-18 グローブライフ・フィールド | 10/12-18 グローブライフ・フィールド | 10/12-18 グローブライフ・フィールド | 10/12-18 グローブライフ・フィールド | 10/12-18 グローブライフ・フィールド |                         |                         |                         |                         |                  |                  |                                     |                                     |                                     |                                     |                                     |                                     |                                     |
| | 2                                     | ブレーブス                            | ブレーブス                            | ブレーブス                            | ブレーブス                            | ブレーブス                            | ブレーブス                            | 10/6-8 グローブライフ・フィールド | 10/6-8 グローブライフ・フィールド | 10/6-8 グローブライフ・フィールド | 10/6-8 グローブライフ・フィールド | 10/6-8 グローブライフ・フィールド | 10/6-8 グローブライフ・フィールド | 10/6-8 グローブライフ・フィールド | 2                                   | ブレーブス                          | ブレーブス                          | ブレーブス                          | ブレーブス                          | ブレーブス                          | ブレーブス                          |                         |                         |                         |                         |                  |                  |                                     |                                     |                                     |                                     |                                     |                                     |                                     |
| | 9/30,10/1,2 ペトコ・パーク            | 9/30,10/1,2 ペトコ・パーク            | 9/30,10/1,2 ペトコ・パーク            | 9/30,10/1,2 ペトコ・パーク            | 9/30,10/1,2 ペトコ・パーク            | 9/30,10/1,2 ペトコ・パーク            | 9/30,10/1,2 ペトコ・パーク            | 10/6-8 グローブライフ・フィールド | 10/6-8 グローブライフ・フィールド | 10/6-8 グローブライフ・フィールド | 10/6-8 グローブライフ・フィールド | 10/6-8 グローブライフ・フィールド | 10/6-8 グローブライフ・フィールド | 10/6-8 グローブライフ・フィールド | 5                                   | 8                                   | 3                                   | 10                                  | 3                                   | 1                                   | 3                                   |                         |                         |                         |                         |                  |                  |                                     |                                     |                                     |                                     |                                     |                                     |                                     |
| | 9/30,10/1,2 ペトコ・パーク            | 9/30,10/1,2 ペトコ・パーク            | 9/30,10/1,2 ペトコ・パーク            | 9/30,10/1,2 ペトコ・パーク            | 9/30,10/1,2 ペトコ・パーク            | 9/30,10/1,2 ペトコ・パーク            | 9/30,10/1,2 ペトコ・パーク            | 10/6-8 グローブライフ・フィールド | 10/6-8 グローブライフ・フィールド | 10/6-8 グローブライフ・フィールド | 10/6-8 グローブライフ・フィールド | 10/6-8 グローブライフ・フィールド | 10/6-8 グローブライフ・フィールド | 10/6-8 グローブライフ・フィールド |                                     | 1                                   | 7                                   | 15                                  | 2                                   | 7                                   | 3                                   | 4                       |                         |                         |                         |                  |                  |                                     |                                     |                                     |                                     |                                     |                                     |                                     |
| | 5                                     | カージナルス                          | カージナルス                          | カージナルス                          | カージナルス                          | カージナルス                          | カージナルス                          | 10/6-8 グローブライフ・フィールド | 10/6-8 グローブライフ・フィールド | 10/6-8 グローブライフ・フィールド | 10/6-8 グローブライフ・フィールド | 10/6-8 グローブライフ・フィールド | 10/6-8 グローブライフ・フィールド | 10/6-8 グローブライフ・フィールド | 1                                   | ドジャース                          | ドジャース                          | ドジャース                          | ドジャース                          | ドジャース                          | ドジャース                          |                         |                         |                         |                         |                  |                  |                                     |                                     |                                     |                                     |                                     |                                     |                                     |
| | 7                                     | 9                                     | 0                                     |                                       |                                       |                                       |                                       | 10/6-8 グローブライフ・フィールド | 10/6-8 グローブライフ・フィールド | 10/6-8 グローブライフ・フィールド | 10/6-8 グローブライフ・フィールド | 10/6-8 グローブライフ・フィールド | 10/6-8 グローブライフ・フィールド | 10/6-8 グローブライフ・フィールド | NLCS                                | NLCS                                | NLCS                                | NLCS                                | NLCS                                | NLCS                                | NLCS                                |                         |                         |                         |                         |                  |                  |                                     |                                     |                                     |                                     |                                     |                                     |                                     |
| | 4                                     | 11                                    | 4                                     |                                       |                                       |                                       |                                       | 10/6-8 グローブライフ・フィールド | 10/6-8 グローブライフ・フィールド | 10/6-8 グローブライフ・フィールド | 10/6-8 グローブライフ・フィールド | 10/6-8 グローブライフ・フィールド | 10/6-8 グローブライフ・フィールド | 10/6-8 グローブライフ・フィールド | NLCS                                | NLCS                                | NLCS                                | NLCS                                | NLCS                                | NLCS                                | NLCS                                |                         |                         |                         |                         |                  |                  |                                     |                                     |                                     |                                     |                                     |                                     |                                     |
| | 4                                     | パドレス                              | パドレス                              | パドレス                              | パドレス                              | パドレス                              | パドレス                              | 4                                 | パドレス                          | パドレス                          | パドレス                          | パドレス                          | パドレス                          | パドレス                          |                                     |                                     |                                     |                                     |                                     |                                     |                                     |                         |                         |                         |                         |                  |                  |                                     |                                     |                                     |                                     |                                     |                                     |                                     |
| | 9/30,10/1 ドジャー・スタジアム        | 9/30,10/1 ドジャー・スタジアム        | 9/30,10/1 ドジャー・スタジアム        | 9/30,10/1 ドジャー・スタジアム        | 9/30,10/1 ドジャー・スタジアム        | 9/30,10/1 ドジャー・スタジアム        | 9/30,10/1 ドジャー・スタジアム        | 1                                 | 5                                 | 3                                 |                                   |                                   |                                   |                                   |                                     |                                     |                                     |                                     |                                     |                                     |                                     |                         |                         |                         |                         |                  |                  |                                     |                                     |                                     |                                     |                                     |                                     |                                     |
| | 9/30,10/1 ドジャー・スタジアム        | 9/30,10/1 ドジャー・スタジアム        | 9/30,10/1 ドジャー・スタジアム        | 9/30,10/1 ドジャー・スタジアム        | 9/30,10/1 ドジャー・スタジアム        | 9/30,10/1 ドジャー・スタジアム        | 9/30,10/1 ドジャー・スタジアム        |                                   | 5                                 | 6                                 | 12                                |                                   |                                   |                                   |                                     |                                     |                                     |                                     |                                     |                                     |                                     |                         |                         |                         |                         |                  |                  |                                     |                                     |                                     |                                     |                                     |                                     |                                     |
| | 8                                     | パドレス                              | パドレス                              | パドレス                              | パドレス                              | パドレス                              | パドレス                              | 1                                 | ドジャース                        | ドジャース                        | ドジャース                        | ドジャース                        | ドジャース                        | ドジャース                        |                                     |                                     |                                     |                                     |                                     |                                     |                                     |                         |                         |                         |                         |                  |                  |                                     |                                     |                                     |                                     |                                     |                                     |                                     |
| | 2                                     | 0                                     |                                       |                                       |                                       |                                       |                                       | NLDS                              | NLDS                              | NLDS                              | NLDS                              | NLDS                              | NLDS                              | NLDS                              |                                     |                                     |                                     |                                     |                                     |                                     |                                     |                         |                         |                         |                         |                  |                  |                                     |                                     |                                     |                                     |                                     |                                     |                                     |
| | 4                                     | 3                                     |                                       |                                       |                                       |                                       |                                       | NLDS                              | NLDS                              | NLDS                              | NLDS                              | NLDS                              | NLDS                              | NLDS                              |                                     |                                     |                                     |                                     |                                     |                                     |                                     |                         |                         |                         |                         |                  |                  |                                     |                                     |                                     |                                     |                                     |                                     |                                     |
| | 1                                     | ドジャース                            | ドジャース                            | ドジャース                            | ドジャース                            | ドジャース                            | ドジャース                            |                                   |                                   |                                   |                                   |                                   |                                   |                                   |                                     |                                     |                                     |                                     |                                     |                                     |                                     |                         |                         |                         |                         |                  |                  |                                     |                                     |                                     |                                     |                                     |                                     |                                     |
| | NLWC                                  |                                       |                                       |                                       |                                       |                                       |                                       |                                   |                                   |                                   |                                   |                                   |                                   |                                   |                                     |                                     |                                     |                                     |                                     |                                     |                                     |                         |                         |                         |                         |                  |                  |                                     |                                     |                                     |                                     |                                     |                                     |                                     |
| |                                       |                                       |                                       |                                       |                                       |                                       |                                       |                                   |                                   |                                   |                                   |                                   |                                   |                                   |                                     |                                     |                                     |                                     |                                     |                                     |                                     |                         |                         |                         |                         |                  |                  |                                     |                                     |                                     |                                     |                                     |                                     |                                     |
| - 対戦カードはレギュラーシーズンのシード順で決定される - チーム名の左の数字は、レギュラーシーズンの結果に基づいて決定されたシード順 - ワイルドカードシリーズは、シード上位のホームグラウンドにて開催 - コロナ禍により、ディビジョナルシリーズ以降のスタジアムは事前に決定 - ワールドシリーズはレギュラーシーズンの勝率上位がシード順上位扱いとなる - 3回戦では3戦全て、5回戦では1・2・5戦、7回戦では1・2・6・7戦がシード上位の後攻となる - 日付はアメリカ東部時間 |                                       |                                       |                                       |                                       |                                       |                                       |                                       |                                   |                                   |                                   |                                   |                                   |                                   |                                   |                                     |                                     |                                     |                                     |                                     |                                     |                                     |                         |                         |                         |                         |                  |                  |                                     |                                     |                                     |                                     |                                     |                                     |                                     |

#### ワイルドカードシリーズ
3回戦制、2勝先勝でディビジョンシリーズに進出。

##### アメリカンリーグ
タンパベイ・レイズ対トロント・ブルージェイズ
| 日付                     | 試合    | アウェイ球団（先攻）     | スコア | ホーム球団（後攻） | 開催球場                 |
| ------------------------ | ------- | ------------------------ | ------ | ------------------ | ------------------------ |
| 9月29日                  | 第1試合 | トロント・ブルージェイズ | 1-3    | タンパベイ・レイズ | トロピカーナ・フィールド |
| 9月30日                  | 第2試合 | トロント・ブルージェイズ | 2-8    | タンパベイ・レイズ | トロピカーナ・フィールド |
| 勝者：タンパベイ・レイズ |         |                          |        |                    |                          |

クリーブランド・インディアンス対ニューヨーク・ヤンキース
| 日付                           | 試合    | アウェイ球団（先攻）     | スコア | ホーム球団（後攻）             | 開催球場                   |
| ------------------------------ | ------- | ------------------------ | ------ | ------------------------------ | -------------------------- |
| 9月29日                        | 第1試合 | ニューヨーク・ヤンキース | 12-3   | クリーブランド・インディアンス | プログレッシブ・フィールド |
| 9月30日                        | 第2試合 | ニューヨーク・ヤンキース | 10-9   | クリーブランド・インディアンス | プログレッシブ・フィールド |
| 勝者：ニューヨーク・ヤンキース |         |                          |        |                                |                            |

オークランド・アスレチックス対シカゴ・ホワイトソックス
| 日付                               | 試合    | アウェイ球団（先攻）     | スコア | ホーム球団（後攻）           | 開催球場                 |
| ---------------------------------- | ------- | ------------------------ | ------ | ---------------------------- | ------------------------ |
| 9月29日                            | 第1試合 | シカゴ・ホワイトソックス | 4-1    | オークランド・アスレチックス | オークランド・コロシアム |
| 9月30日                            | 第2試合 | シカゴ・ホワイトソックス | 3-5    | オークランド・アスレチックス | オークランド・コロシアム |
| 10月1日                            | 第3試合 | シカゴ・ホワイトソックス | 4-6    | オークランド・アスレチックス | オークランド・コロシアム |
| 勝者：オークランド・アスレチックス |         |                          |        |                              |                          |

ミネソタ・ツインズ対ヒューストン・アストロズ
| 日付                           | 試合    | アウェイ球団（先攻）     | スコア | ホーム球団（後攻） | 開催球場               |
| ------------------------------ | ------- | ------------------------ | ------ | ------------------ | ---------------------- |
| 9月29日                        | 第1試合 | ヒューストン・アストロズ | 4-1    | ミネソタ・ツインズ | ターゲット・フィールド |
| 9月30日                        | 第2試合 | ヒューストン・アストロズ | 3-1    | ミネソタ・ツインズ | ターゲット・フィールド |
| 勝者：ヒューストン・アストロズ |         |                          |        |                    |                        |

##### ナショナルリーグ
ロサンゼルス・ドジャース対ミルウォーキー・ブルワーズ
| 日付                           | 試合    | アウェイ球団（先攻）       | スコア | ホーム球団（後攻）       | 開催球場             |
| ------------------------------ | ------- | -------------------------- | ------ | ------------------------ | -------------------- |
| 9月30日                        | 第1試合 | ミルウォーキー・ブルワーズ | 2-4    | ロサンゼルス・ドジャース | ドジャー・スタジアム |
| 10月1日                        | 第2試合 | ミルウォーキー・ブルワーズ | 0-3    | ロサンゼルス・ドジャース | ドジャー・スタジアム |
| 勝者：ロサンゼルス・ドジャース |         |                            |        |                          |                      |

サンディエゴ・パドレス対セントルイス・カージナルス
| 日付                         | 試合    | アウェイ球団（先攻）       | スコア | ホーム球団（後攻）     | 開催球場       |
| ---------------------------- | ------- | -------------------------- | ------ | ---------------------- | -------------- |
| 9月30日                      | 第1試合 | セントルイス・カージナルス | 7-4    | サンディエゴ・パドレス | ペトコ・パーク |
| 10月1日                      | 第2試合 | セントルイス・カージナルス | 9-11   | サンディエゴ・パドレス | ペトコ・パーク |
| 10月2日                      | 第3試合 | セントルイス・カージナルス | 0-4    | サンディエゴ・パドレス | ペトコ・パーク |
| 勝者：サンディエゴ・パドレス |         |                            |        |                        |                |

アトランタ・ブレーブス対シンシナティ・レッズ
| 日付                         | 試合    | アウェイ球団（先攻） | スコア | ホーム球団（後攻）     | 開催球場               |
| ---------------------------- | ------- | -------------------- | ------ | ---------------------- | ---------------------- |
| 9月30日                      | 第1試合 | シンシナティ・レッズ | 0-1    | アトランタ・ブレーブス | トゥルーイスト・パーク |
| 10月1日                      | 第2試合 | シンシナティ・レッズ | 0-5    | アトランタ・ブレーブス | トゥルーイスト・パーク |
| 勝者：アトランタ・ブレーブス |         |                      |        |                        |                        |

シカゴ・カブス対マイアミ・マーリンズ
| 日付                       | 試合             | アウェイ球団（先攻） | スコア           | ホーム球団（後攻） | 開催球場             |
| -------------------------- | ---------------- | -------------------- | ---------------- | ------------------ | -------------------- |
| 9月30日                    | 第1試合          | マイアミ・マーリンズ | 5-1              | シカゴ・カブス     | リグレー・フィールド |
| 10月1日                    | 悪天候により中止 | 悪天候により中止     | 悪天候により中止 | 悪天候により中止   | リグレー・フィールド |
| 10月2日                    | 第2試合          | マイアミ・マーリンズ | 2-0              | シカゴ・カブス     | リグレー・フィールド |
| 勝者：マイアミ・マーリンズ |                  |                      |                  |                    |                      |

#### ディビジョンシリーズ

##### アメリカンリーグ
タンパベイ・レイズ対ニューヨーク・ヤンキース
| 日付                     | 試合    | アウェイ球団（先攻）     | スコア | ホーム球団（後攻）       | 開催球場       |
| ------------------------ | ------- | ------------------------ | ------ | ------------------------ | -------------- |
| 10月5日                  | 第1試合 | ニューヨーク・ヤンキース | 9-3    | タンパベイ・レイズ       | ペトコ・パーク |
| 10月6日                  | 第2試合 | ニューヨーク・ヤンキース | 5-7    | タンパベイ・レイズ       | ペトコ・パーク |
| 10月7日                  | 第3試合 | タンパベイ・レイズ       | 8-4    | ニューヨーク・ヤンキース | ペトコ・パーク |
| 10月8日                  | 第4試合 | タンパベイ・レイズ       | 1-5    | ニューヨーク・ヤンキース | ペトコ・パーク |
| 10月9日                  | 第5試合 | ニューヨーク・ヤンキース | 1-2    | タンパベイ・レイズ       | ペトコ・パーク |
| 勝者：タンパベイ・レイズ |         |                          |        |                          |                |

オークランド・アスレチックス対ヒューストン・アストロズ
| 日付                           | 試合    | アウェイ球団（先攻）         | スコア | ホーム球団（後攻）           | 開催球場             |
| ------------------------------ | ------- | ---------------------------- | ------ | ---------------------------- | -------------------- |
| 10月5日                        | 第1試合 | ヒューストン・アストロズ     | 10-5   | オークランド・アスレチックス | ドジャー・スタジアム |
| 10月6日                        | 第2試合 | ヒューストン・アストロズ     | 5-2    | オークランド・アスレチックス | ドジャー・スタジアム |
| 10月7日                        | 第3試合 | オークランド・アスレチックス | 9-7    | ヒューストン・アストロズ     | ドジャー・スタジアム |
| 10月8日                        | 第4試合 | オークランド・アスレチックス | 6-11   | ヒューストン・アストロズ     | ドジャー・スタジアム |
| 勝者：ヒューストン・アストロズ |         |                              |        |                              |                      |

##### ナショナルリーグ
ロサンゼルス・ドジャース対サンディエゴ・パドレス
| 日付                           | 試合    | アウェイ球団（先攻）     | スコア | ホーム球団（後攻）       | 開催球場                   |
| ------------------------------ | ------- | ------------------------ | ------ | ------------------------ | -------------------------- |
| 10月6日                        | 第1試合 | サンディエゴ・パドレス   | 1-5    | ロサンゼルス・ドジャース | グローブライフ・フィールド |
| 10月7日                        | 第2試合 | サンディエゴ・パドレス   | 5-6    | ロサンゼルス・ドジャース | グローブライフ・フィールド |
| 10月8日                        | 第3試合 | ロサンゼルス・ドジャース | 12-3   | サンディエゴ・パドレス   | グローブライフ・フィールド |
| 勝者：ロサンゼルス・ドジャース |         |                          |        |                          |                            |

アトランタ・ブレーブス対マイアミ・マーリンズ
| 日付                         | 試合    | アウェイ球団（先攻）   | スコア | ホーム球団（後攻）     | 開催球場               |
| ---------------------------- | ------- | ---------------------- | ------ | ---------------------- | ---------------------- |
| 10月6日                      | 第1試合 | マイアミ・マーリンズ   | 5-9    | アトランタ・ブレーブス | ミニッツメイド・パーク |
| 10月7日                      | 第2試合 | マイアミ・マーリンズ   | 0-2    | アトランタ・ブレーブス | ミニッツメイド・パーク |
| 10月8日                      | 第3試合 | アトランタ・ブレーブス | 7-0    | マイアミ・マーリンズ   | ミニッツメイド・パーク |
| 勝者：アトランタ・ブレーブス |         |                        |        |                        |                        |

#### リーグチャンピオンシップシリーズ

##### アメリカンリーグ
| 日付                                                                              | 試合    | アウェイ球団（先攻）     | スコア | ホーム球団（後攻）       | 開催球場       |
| --------------------------------------------------------------------------------- | ------- | ------------------------ | ------ | ------------------------ | -------------- |
| 10月11日                                                                          | 第1試合 | ヒューストン・アストロズ | 1-2    | タンパベイ・レイズ       | ペトコ・パーク |
| 10月12日                                                                          | 第2試合 | ヒューストン・アストロズ | 2-4    | タンパベイ・レイズ       | ペトコ・パーク |
| 10月13日                                                                          | 第3試合 | タンパベイ・レイズ       | 5-2    | ヒューストン・アストロズ | ペトコ・パーク |
| 10月14日                                                                          | 第4試合 | タンパベイ・レイズ       | 3-4    | ヒューストン・アストロズ | ペトコ・パーク |
| 10月15日                                                                          | 第5試合 | タンパベイ・レイズ       | 3-4    | ヒューストン・アストロズ | ペトコ・パーク |
| 10月16日                                                                          | 第6試合 | ヒューストン・アストロズ | 7-4    | タンパベイ・レイズ       | ペトコ・パーク |
| 10月17日                                                                          | 第7試合 | ヒューストン・アストロズ | 2-4    | タンパベイ・レイズ       | ペトコ・パーク |
| 勝者：タンパベイ・レイズ（12年ぶり2回目のリーグ優勝） MVP：ランディ・アロサレーナ |         |                          |        |                          |                |

##### ナショナルリーグ
| 日付                                                                                | 試合    | アウェイ球団（先攻）     | スコア | ホーム球団（後攻）       | 開催球場                   |
| ----------------------------------------------------------------------------------- | ------- | ------------------------ | ------ | ------------------------ | -------------------------- |
| 10月12日                                                                            | 第1試合 | アトランタ・ブレーブス   | 5-1    | ロサンゼルス・ドジャース | グローブライフ・フィールド |
| 10月13日                                                                            | 第2試合 | アトランタ・ブレーブス   | 8-7    | ロサンゼルス・ドジャース | グローブライフ・フィールド |
| 10月14日                                                                            | 第3試合 | ロサンゼルス・ドジャース | 15-3   | アトランタ・ブレーブス   | グローブライフ・フィールド |
| 10月15日                                                                            | 第4試合 | ロサンゼルス・ドジャース | 2-10   | アトランタ・ブレーブス   | グローブライフ・フィールド |
| 10月16日                                                                            | 第5試合 | ロサンゼルス・ドジャース | 7-3    | アトランタ・ブレーブス   | グローブライフ・フィールド |
| 10月17日                                                                            | 第6試合 | アトランタ・ブレーブス   | 1-3    | ロサンゼルス・ドジャース | グローブライフ・フィールド |
| 10月18日                                                                            | 第7試合 | アトランタ・ブレーブス   | 3-4    | ロサンゼルス・ドジャース | グローブライフ・フィールド |
| 勝者：ロサンゼルス・ドジャース（2年ぶり24回目のリーグ優勝） MVP：コーリー・シーガー |         |                          |        |                          |                            |

### ワールドシリーズ
| 日付                                                                             | 試合    | アウェイ球団（先攻）     | スコア | ホーム球団（後攻）       | 開催球場                   |
| -------------------------------------------------------------------------------- | ------- | ------------------------ | ------ | ------------------------ | -------------------------- |
| 10月20日（火）                                                                   | 第1試合 | タンパベイ・レイズ       | 3-8    | ロサンゼルス・ドジャース | グローブライフ・フィールド |
| 10月21日（水）                                                                   | 第2試合 | タンパベイ・レイズ       | 6-4    | ロサンゼルス・ドジャース | グローブライフ・フィールド |
| 10月22日（木）                                                                   | 休養日  | 休養日                   | 休養日 | 休養日                   | グローブライフ・フィールド |
| 10月23日（金）                                                                   | 第3試合 | ロサンゼルス・ドジャース | 6-2    | タンパベイ・レイズ       | グローブライフ・フィールド |
| 10月24日（土）                                                                   | 第4試合 | ロサンゼルス・ドジャース | 7-8x   | タンパベイ・レイズ       | グローブライフ・フィールド |
| 10月25日（日）                                                                   | 第5試合 | ロサンゼルス・ドジャース | 4-2    | タンパベイ・レイズ       | グローブライフ・フィールド |
| 10月26日（月）                                                                   | 休養日  | 休養日                   | 休養日 | 休養日                   | グローブライフ・フィールド |
| 10月27日（火）                                                                   | 第6試合 | タンパベイ・レイズ       | 1-3    | ロサンゼルス・ドジャース | グローブライフ・フィールド |
| 優勝：ロサンゼルス・ドジャース（4勝2敗 / 32年ぶり7回目） MVP：コーリー・シーガー |         |                          |        |                          |                            |

## 個人タイトル

### 個人タイトル（アメリカンリーグ）
| 項目       | 選手                           | 記録 |
| ---------- | ------------------------------ | ---- |
| 首位打者   | DJ・ルメイユ（NYY）            | .364 |
| 最多本塁打 | ルーク・ボイト（NYY）          | 22   |
| 最多打点   | ホセ・アブレイユ（CWS）        | 60   |
| 最多盗塁   | アダルベルト・モンデシー（KC） | 24   |

| 項目           | 選手                      | 記録 |
| -------------- | ------------------------- | ---- |
| 最多勝利       | シェーン・ビーバー（CLE） | 8    |
| 最優秀防御率   | シェーン・ビーバー（CLE） | 1.63 |
| 最多奪三振     | シェーン・ビーバー（CLE） | 122  |
| 最多セーブ投手 | ブラッド・ハンド（CLE）   | 16   |

### 個人タイトル（ナショナルリーグ）
| 項目       | 選手                        | 記録 |
| ---------- | --------------------------- | ---- |
| 首位打者   | フアン・ソト（WSH）         | .351 |
| 最多本塁打 | マーセル・オズナ（ATL）     | 18   |
| 最多打点   | マーセル・オズナ（ATL）     | 56   |
| 最多盗塁   | トレバー・ストーリー（COL） | 15   |

| 項目           | 選手                        | 記録 |
| -------------- | --------------------------- | ---- |
| 最多勝利       | ダルビッシュ有（CHC）       | 8    |
| 最優秀防御率   | トレバー・バウアー（CIN）   | 1.73 |
| 最多奪三振     | ジェイコブ・デグロム（NYM） | 104  |
| 最多セーブ投手 | ジョシュ・ヘイダー（MIL）   | 13   |

## 表彰

### プレイヤー・オブ・ザ・マンス
| プレイヤー・オブ・ザ・マンス | プレイヤー・オブ・ザ・マンス | プレイヤー・オブ・ザ・マンス | プレイヤー・オブ・ザ・マンス     | プレイヤー・オブ・ザ・マンス |
| 月                           | アメリカンリーグ             | アメリカンリーグ             | ナショナルリーグ                 | ナショナルリーグ             |
| ---------------------------- | ---------------------------- | ---------------------------- | -------------------------------- | ---------------------------- |
| 7月/8月                      | ホセ・アブレイユ             | CWS                          | フェルナンド・タティス・ジュニア | SD                           |
| 9月                          | ホセ・ラミレス               | CLE                          | フレディ・フリーマン             | ATL                          |

### ピッチャー・オブ・ザ・マンス
| ピッチャー・オブ・ザ・マンス | ピッチャー・オブ・ザ・マンス | ピッチャー・オブ・ザ・マンス | ピッチャー・オブ・ザ・マンス | ピッチャー・オブ・ザ・マンス |
| 月                           | アメリカンリーグ             | アメリカンリーグ             | ナショナルリーグ             | ナショナルリーグ             |
| ---------------------------- | ---------------------------- | ---------------------------- | ---------------------------- | ---------------------------- |
| 7月/8月                      | シェーン・ビーバー           | CLE                          | ダルビッシュ有               | CHC                          |
| 9月                          | クリス・バシット             | OAK                          | トレバー・バウアー           | CIN                          |

### リリーバー・オブ・ザ・マンス
| リリーバー・オブ・ザ・マンス | リリーバー・オブ・ザ・マンス | リリーバー・オブ・ザ・マンス | リリーバー・オブ・ザ・マンス | リリーバー・オブ・ザ・マンス |
| 月                           | アメリカンリーグ             | アメリカンリーグ             | ナショナルリーグ             | ナショナルリーグ             |
| ---------------------------- | ---------------------------- | ---------------------------- | ---------------------------- | ---------------------------- |
| 7月/8月                      | リアム・ヘンドリックス       | OAK                          | ケンリー・ジャンセン         | LAD                          |
| 9月                          | マイク・メイヤーズ           | LAA                          | デビン・ウィリアムズ         | MIL                          |

### ルーキー・オブ・ザ・マンス
| ルーキー・オブ・ザ・マンス | ルーキー・オブ・ザ・マンス | ルーキー・オブ・ザ・マンス | ルーキー・オブ・ザ・マンス | ルーキー・オブ・ザ・マンス |
| 月                         | アメリカンリーグ           | アメリカンリーグ           | ナショナルリーグ           | ナショナルリーグ           |
| -------------------------- | -------------------------- | -------------------------- | -------------------------- | -------------------------- |
| 7月/8月                    | ルイス・ロベルト・ジュニア | CWS                        | ジェイク・クロネンワース   | SD                         |
| 9月                        | ジャレッド・ウォルシュ     | LAA                        | ケブライアン・ヘイズ       | PIT                        |

### 全米野球記者協会（BBWAA）表彰
| 項目         | アメリカンリーグ          | ナショナルリーグ              |
| ------------ | ------------------------- | ----------------------------- |
| MVP          | ホセ・アブレイユ（CWS）   | フレディ・フリーマン（ATL）   |
| サイヤング賞 | シェーン・ビーバー（CLE） | トレバー・バウアー（CIN）     |
| 最優秀新人賞 | カイル・ルイス（SEA）     | デビン・ウィリアムズ（MIL）   |
| 最優秀監督賞 | ケビン・キャッシュ（TB）  | ドン・マッティングリー（MIA） |

### ゴールドグラブ賞
| ゴールドグラブ賞 | ゴールドグラブ賞               | ゴールドグラブ賞 | ゴールドグラブ賞       | ゴールドグラブ賞 |
| 守備位置         | アメリカンリーグ               | アメリカンリーグ | ナショナルリーグ       | ナショナルリーグ |
| ---------------- | ------------------------------ | ---------------- | ---------------------- | ---------------- |
| 投手             | グリフィン・カニング           | LAA              | マックス・フリード     | ATL              |
| 捕手             | ロベルト・ペレス               | CLE              | タッカー・バーンハート | CIN              |
| 一塁手           | エバン・ホワイト               | SEA              | アンソニー・リゾ       | CHC              |
| 二塁手           | シーザー・ヘルナンデス         | CLE              | コルテン・ウォン       | STL              |
| 三塁手           | アイザイア・カイナーファレファ | TEX              | ノーラン・アレナド     | COL              |
| 遊撃手           | J.P.クロフォード               | SEA              | ハビアー・バエズ       | CHC              |
| 左翼手           | アレックス・ゴードン           | KC               | タイラー・オニール     | STL              |
| 中堅手           | ルイス・ロベルト・ジュニア     | CWS              | トレント・グリシャム   | SD               |
| 右翼手           | ジョーイ・ギャロ               | TEX              | ムーキー・ベッツ       | LAD              |

### プラチナ・ゴールド・グラブ賞
| プラチナ・ゴールド・グラブ賞 | プラチナ・ゴールド・グラブ賞 | プラチナ・ゴールド・グラブ賞 | プラチナ・ゴールド・グラブ賞 | プラチナ・ゴールド・グラブ賞 | プラチナ・ゴールド・グラブ賞 |
| 守備位置                     | アメリカンリーグ             | アメリカンリーグ             | 守備位置                     | ナショナルリーグ             | ナショナルリーグ             |
| ---------------------------- | ---------------------------- | ---------------------------- | ---------------------------- | ---------------------------- | ---------------------------- |
| 左翼手                       | アレックス・ゴードン         | KC                           | 三塁手                       | ノーラン・アレナド           | COL                          |

### シルバースラッガー賞
| シルバースラッガー賞 | シルバースラッガー賞                                       | シルバースラッガー賞 | シルバースラッガー賞                                         | シルバースラッガー賞 |
| 守備位置             | アメリカンリーグ                                           | アメリカンリーグ     | ナショナルリーグ                                             | ナショナルリーグ     |
| -------------------- | ---------------------------------------------------------- | -------------------- | ------------------------------------------------------------ | -------------------- |
| 捕手                 | サルバドール・ペレス                                       | KC                   | トラビス・ダーノー                                           | ATL                  |
| 一塁手               | ホセ・アブレイユ                                           | CWS                  | フレディ・フリーマン                                         | ATL                  |
| 二塁手               | DJ・ルメイユ                                               | NYY                  | ドノバン・ソラーノ                                           | SF                   |
| 三塁手               | ホセ・ラミレス                                             | CLE                  | マニー・マチャド                                             | SD                   |
| 遊撃手               | ティム・アンダーソン                                       | CWS                  | フェルナンド・タティス・ジュニア                             | SD                   |
| 外野手               | マイク・トラウト テオスカー・ヘルナンデス エロイ・ヒメネス | LAA TOR CWS          | フアン・ソト ムーキー・ベッツ ロナルド・アクーニャ・ジュニア | WSH LAD ATL          |
| 指名打者             | ネルソン・クルーズ                                         | MIN                  | マーセル・オズナ                                             | ATL                  |

### オールMLBチーム
| オールMLBチーム | オールMLBチーム                  | オールMLBチーム  | オールMLBチーム                | オールMLBチーム |
| 守備位置        | ファーストチーム                 | ファーストチーム | セカンドチーム                 | セカンドチーム  |
| --------------- | -------------------------------- | ---------------- | ------------------------------ | --------------- |
| 先発投手        | シェーン・ビーバー               | CLE              | ディネルソン・ラメット         | SD              |
| 先発投手        | トレバー・バウアー               | CIN              | ゲリット・コール               | NYY             |
| 先発投手        | ダルビッシュ有                   | CHC              | クレイトン・カーショウ         | LAD             |
| 先発投手        | マックス・フリード               | ATL              | 前田健太                       | MIN             |
| 先発投手        | ジェイコブ・デグロム             | NYM              | 柳賢振                         | TOR             |
| 救援投手        | リアム・ヘンドリックス           | STL              | ブラッド・ハンド               | CLE             |
| 救援投手        | ニック・アンダーソン             | TB               | デビン・ウィリアムズ           | MIL             |
| 捕手            | サルバドール・ペレス             | KC               | J.T.リアルミュート             | PHI             |
| 一塁手          | フレディ・フリーマン             | ATL              | ホセ・アブレイユ               | CWS             |
| 二塁手          | DJ・ルメイユ                     | NYY              | ブランドン・ロウ               | TB              |
| 三塁手          | マニー・マチャド                 | SD               | ホセ・ラミレス                 | CLE             |
| 遊撃手          | フェルナンド・タティス・ジュニア | SD               | コーリー・シーガー             | LAD             |
| 外野手          | ムーキー・ベッツ                 | LAD              | ロナルド・アクーニャ・ジュニア | ATL             |
| 外野手          | マイク・トラウト                 | LAA              | マイク・ヤストレムスキー       | SF              |
| 外野手          | フアン・ソト                     | WSH              | マイケル・コンフォルト         | NYM             |
| 指名打者        | マーセル・オズナ                 | ATL              | ネルソン・クルーズ             | MIN             |

### フィールディング・バイブル・アワード
| フィールディング・バイブル・アワード | フィールディング・バイブル・アワード | フィールディング・バイブル・アワード |
| 守備位置                             | 受賞者                               | 受賞者                               |
| ------------------------------------ | ------------------------------------ | ------------------------------------ |
| 投手                                 | マックス・フリード                   | ATL                                  |
| 捕手                                 | ロベルト・ペレス                     | CLE                                  |
| 一塁手                               | マット・オルソン                     | OAK                                  |
| 二塁手                               | コルテン・ウォン                     | STL                                  |
| 三塁手                               | ノーラン・アレナド                   | COL                                  |
| 遊撃手                               | ハビアー・バエズ                     | CHC                                  |
| 左翼手                               | タイラー・オニール                   | STL                                  |
| 中堅手                               | ケビン・キアマイアー                 | TB                                   |
| 右翼手                               | ムーキー・ベッツ                     | LAD                                  |
| マルチポジション                     | エンリケ・ヘルナンデス               | LAD                                  |

### その他表彰
| 表彰                     | アメリカンリーグ              | ナショナルリーグ              |
| ------------------------ | ----------------------------- | ----------------------------- |
| カムバック賞             | サルバドール・ペレス（KC）    | ダニエル・バード（COL）       |
| ハンク・アーロン賞       | ホセ・アブレイユ（CWS）       | フレディ・フリーマン（ATL）   |
| 最優秀救援投手賞         | リアム・ヘンドリックス（OAK） | デビン・ウィリアムズ（MIL）   |
| エドガー・マルティネス賞 | -                             | マーセル・オズナ（ATL）       |
| ロベルト・クレメンテ賞   | -                             | アダム・ウェインライト（STL） |
| ベーブ・ルース賞         | ランディ・アロサレーナ（TB）  | -                             |
| ウォーレン・スパーン賞   | 柳賢振（TOR）                 | -                             |
| ハート＆ハッスル賞       | 表彰なし                      | 表彰なし                      |
| ハッチ賞                 | 表彰なし                      | 表彰なし                      |
| ルー・ゲーリッグ賞       | バスター・ポージー（SF）      | -                             |
| トニー・コニグリアロ賞   | -                             | ダニエル・バード（COL）       |

| Topps All-Star Rookie teams 2020 | Topps All-Star Rookie teams 2020 | Topps All-Star Rookie teams 2020 |
| -------------------------------- | -------------------------------- | -------------------------------- |
| 捕手                             | ショーン・マーフィー             | OAK                              |
| 一塁手                           | ジャレッド・ウォルシュ           | LAA                              |
| 二塁手                           | ジェイク・クロネンワース         | SD                               |
| 三塁手                           | アレク・ボーム                   | PHI                              |
| 遊撃手                           | ウィリ・カストロ                 | DET                              |
| 外野手                           | カイル・ルイス                   | SEA                              |
| 外野手                           | ライアン・マウントキャッスル     | BAL                              |
| 外野手                           | ルイス・ロベルト・ジュニア       | KC                               |
| 右投手                           | トニー・ゴンソリン               | LOD                              |
| 左投手                           | 金廣鉉                           | STL                              |
| 救援投手                         | デビン・ウィリアムズ             | MIL                              |

### アメリカ野球殿堂表彰者
- BBWAA選出[209]
  - デレク・ジーター
  - ラリー・ウォーカー
- ベテランズ委員会選出[210]
  - テッド・シモンズ
  - マービン・ミラー

## 引退
- 1月2日 - ダーウィン・バーニー
- 1月16日 - カルロス・ゴメス
- 1月29日 - トニー・バーネット
- 1月31日 - カーティス・グランダーソン
- 1月31日 - ピーター・ボージャス
- 2月3日 - マイク・ダン
- 2月7日 - ケンドリス・モラレス
- 2月12日 - ニック・ハンドリー
- 2月13日 - マーティン・プラド
- 2月14日 - ジェレミー・ヘリクソン
- 2月23日 - ロニー・チゼンホール
- 3月2日 - トム・コーラー
- 3月27日 - エバン・ガティス
- 3月27日 - エリック・オフラハティ
- 4月9日 - マーク・レイノルズ
- 4月13日 - スティーブ・ピアース
- 6月8日 - デナード・スパン
- 6月9日 - ライアン・オルーク
- 6月25日 - チャド・ベティス
- 7月20日 - ジョージ・コントス
- 7月28日 - アレックス・ウィルソン
- 7月29日 - ホセ・レイエス
- 8月8日 - クリス・アイアネッタ
- 9月17日 - ウバルド・ヒメネス
- 9月19日 - ロン・ガーデンハイアー（タイガース監督）
- 9月24日 - アレックス・ゴードン（シーズン限り）[211]
- 9月26日 - ハンター・ペンス（シーズン限り）[212]
- 10月3日 - フランシスコ・セルベーリ[213]
- 11月6日 - エリック・クラッツ
- 11月20日 - ヨンダー・アロンソ
- 12月21日 - ハウィー・ケンドリック

## 永久欠番
- 1月17日 - ラリー・ウォーカー：コロラド・ロッキーズ『33』
- 2月4日 - ロイ・ハラデイ：フィラデルフィア・フィリーズ『34』[214]。
- 8月13日 - ディック・アレン：フィラデルフィア・フィリーズ『15』